# Rugby en España 1982
La temporada de 1981-1982 iba a ser (aunque su inicio no se sabía) la última en el formato de 4 grupos, ya que en la temporada siguiente nacería la División de Honor de grupo único. Aunque el rugby español iba poco a poco creciendo en todo el territorio nacional, los equipos madrileños seguían siendo los claros dominadores de las competiciones y seguían teniendo las ligas regionales más fuertes y competidas. Arquitectura, Canoe, Olímpico, Cisneros y CAU-Madrid formaban el quinteto de la capital, en el cual, cualquiera de ellos era capaz de ganar títulos, aunque los de la Escuela llevaban varios años sin ganar, ya que San Roque de Valencia gana y elimina tanto a Olimpico como a Arquitectura en el campeonato de España y acaba ganando el campeonato contra Getxo. uno tras otros los entorchados. Hernani y Atlético San Sebastián eran los mejores representantes del rugby vasco, acompañados del Getxo, un club que crecía año tras año. En Cataluña, los equipos del Bajo Llobregat, Santboiana y Cornellá siempre habían estado al máximo nivel, pero no llegaban alcanzar a los madrileños, y parecía que el FC Barcelona volvía por la senda de los triunfos, tras unos años poco favorables. En la Federación  de Valencia gana el campeonato de España de cadetes el San Roque  de (Benicalap) eliminando a dos equipos madrileños y uno vasco, y el Valencia rc cumple a un gran nivel  en la competicion nacional .Mientras los equipos de Valladolid mantenían sus excelentes canteras.

En el ámbito institucional, las nuevas normativas de deporte obligaban a las federaciones adaptarse el nuevo mapa autonómico de España. Por ello, en 1982 nacerían las federaciones de Castilla y León y de Madrid, escindidas ambas de la antigua Federación Castellana. También en 1982 nace la Delegación Provincial de Baleares, en principio ligada a la Federación Valenciana, pero que será el embrión de la Federación de las islas. Por otro lado se anunciaban la creación de dos nuevas federaciones para el año 1983, la de Galicia y la de Navarra.
CUADRO DE HONOR
| TORNEO                              | CAMPEÓN                              | SUBCAMPEÓN                    |
| ----------------------------------- | ------------------------------------ | ----------------------------- |
| XV Campeonato Nacional de Liga 1.ªD |                                      |                               |
| III Copa Presidente del Gobierno    | Club Deportivo Arquitectura          | Hernani Club de Rugby         |
| Grupo Norte                         | Hernani Club de Rugby                | Club Atlético San Sebastián   |
| Grupo Centro                        | Club Deportivo Arquitectura          | Canoe Natación Club           |
| Grupo Levante                       | Fútbol Club Barcelona                | Unió Esportiva Santboiana     |
| Grupo Sur                           | Ciencias de Sevilla                  | Club Amigos del Rugby (CAR)   |
| XLIX Copa de S.M. El Rey            | Colegio Mayor Cisneros               | Club Deportivo Arquitectura   |
| X Campeonato Nacional de Liga 2.ªD  | No se declara Campeón                | No se declara Campeón         |
| XXVI Copa F.E.R.                    | Club Deportivo Arquitectura          | C.D. Veterinaria Zaragoza     |
| XIX Campeonato España Juvenil       | El Salvador                          | Getxo Rugby Taldea            |
| IX Campeonato España Cadete         | Club de Rugby San Roque              | Getxo Rugby Taldea            |
| Liga Vasca 2.ªD. Nac. G-I           | C.R. Universidad de Navarra (CRUN)   | Munguía Rugby Taldea          |
| Liga Aragón 2.ªD.Nac. G-II          | C.D. Veterinaria Zaragoza            | Dominicos de Zaragoza         |
| Liga Catalana 2.ªD.Nac. G-III       | Barcelona Universitari Club (B.U.C.) | Unió Esportiva Santboiana B   |
| Liga Valencia 2.ªD.Nac. G-IV        | Tatami Rugby Club                    | Club de Rugby San Roque       |
| Liga Levante 2.ªD.Nac. G-V          | Elche Rugby Club                     | Ibiza Rugby Club              |
| Liga Granada 2.ªD.Nac. G-VI         | Universitario Granada                | Club de Rugby Hípica Granada  |
| Liga Sevilla 2.ªD.Nac. G-VII        | Sevilla Club de Fútbol               | Arquitectura Sevilla          |
| Liga Extremadura 2.ªD.Nac. G-VIII   | Medicina Badajoz                     | C.R. Mérida Industrial        |
| Liga de Madrid 2.ªD.Nac. G-IX       | Club Deportivo Arquitectura B        | Teca Rugby Club               |
| Liga Castellana 2.ªD.Nac. G-X       | San José Valladolid                  | El Salvador                   |
| Liga Asturias 2.ªD.Nac. G-XI        | Real Sporting de Gijón               | Pipol's Rugby Club de Gijón   |
| Liga Cantabria 2.ªD.Nac. G-XII      | Independiente Rugby Club             | Cantabria Rugby Club          |
| Liga Catalana 1.ª Regional          | VPC Rugby Andora                     | Unió Esportiva Bellvitge      |
| Liga Guipúzcoa                      | Club Deportivo Zarautz               | Club Atlético San Sebastián B |
| Liga Vizcaya                        | Elorrio Rugby Taldea                 | Baracaldo Rugby Club          |
| Liga de Madrid 1.ª Regional         | Canoe Natación Club B                | Olímpico Pozuelo R.C. B       |
| Liga Valencia 1.ª Regional          | UER Montcada                         | Requena Rugby Club            |
| Copa FIRA 2.ª División              | Selección de rugby de España         | 3.ª posición                  |

## Competiciones Nacionales

### XVº Campeonato Nacional de Liga 1.ª División
De nuevo dividida en 4 grupos zonales donde los 4 campeones se clasifican para una fase final donde se proclamará un campeón único en la III Copa del Presidente del Gobierno. Dependiendo del grupo habrá descenso y promoción (Grupos Norte y Centro), dos descensos (Grupo Levante) o sin descensos (Grupo Sur). 

También un año más, el Arquitectura es el máximo favorito, con un Hernani que probablemente intentará por tercer año proclamarse campeón frente a los madrileños.

#### Grupo Norte
Una temporada más se presentaba un duelo por el campeonato entre Hernani y Atlético. En la segunda jornada Hernani salvó la primera dificultad derrotando al Getxo a domicilio. Sin embargo en la 5.ª jornada, los de San Sebastián no consiguieron hacer lo mismo y cayeron en casa contra los guechotarras por 10-38. El empate entre la siguiente jornada entre los dos líderes favorecía a los de Hernani.

La segunda vuelta no tuvo sorpresas y el resultado final se jugaba en la  
penúltima jornada con el enfrentamiento directo en el partido de vuelta entre donostiarras y hernanitarras. Se saldó con un nuevo empate a 12, lo que daba el título a Hernani una vez más. El Atlético se debía conformar con el segundo puesto. Los de Getxo fueron terceros seguidos de los donostiarras del Zaharrean, en una buena temporada. Irún fueron quintos con una segunda vuelta muy floja que les hizo perder posiciones. Gernika salvó la categoría sin demasiados problemas, mientras Ordizia y Universitario bajaban a segunda.
| Resultados 1.ª División NORTE          | Resultados 1.ª División NORTE | Resultados 1.ª División NORTE | Resultados 1.ª División NORTE |
| Ciudad                                 | Local                         | Resultado                     | Visitante                     |
| -------------------------------------- | ----------------------------- | ----------------------------- | ----------------------------- |
| 1.ª Jornada (4 de octubre de 1981)     |                               |                               |                               |
| Guernica                               | Gernika Rugby Taldea          | 6-14                          | Club Atlético San Sebastián   |
| Irún                                   | Rugby Club Irún               | 42-0                          | Universitario Bilbao          |
| Hernani                                | Hernani Rugby Club            | 37-7                          | Ordizia Rugby Elkartea        |
| Hernani                                | Zaharrean Rugby Taldea        | 0-16                          | Getxo Rugby Taldea            |
| 2.ª Jornada (11 de octubre de 1981)    |                               |                               |                               |
| Hernani                                | Club Atlético San Sebastián   | 15-0                          | Zaharrean Rugby Taldea        |
| Bilbao                                 | Universitario Bilbao          | 0-18                          | Gernika Rugby Taldea          |
| Villafranca de Ordizia                 | Ordizia Rugby Elkartea        | 6-13                          | Rugby Club Irún               |
| Guecho                                 | Getxo Rugby Taldea            | 18-23                         | Hernani Rugby Club            |
| 3.ª Jornada (18 de octubre de 1981)    |                               |                               |                               |
| Hernani                                | Club Atlético San Sebastián   | 32-0                          | Universitario Bilbao          |
| Guernica                               | Gernika Rugby Taldea          | 9-17                          | Ordizia Rugby Elkartea        |
| Irún                                   | Rugby Club Irún               | 18-0                          | Getxo Rugby Taldea            |
| Hernani                                | Zaharrean Rugby Taldea        | 4-28                          | Hernani Rugby Club            |
| 4.ª Jornada (25 de octubre de 1981)    |                               |                               |                               |
| Bilbao                                 | Universitario Bilbao          | 6-15                          | Zaharrean Rugby Taldea        |
| Villafranca de Ordizia                 | Ordizia Rugby Elkartea        | 10-20                         | Club Atlético San Sebastián   |
| Guecho                                 | Getxo Rugby Taldea            | 33-7                          | Gernika Rugby Taldea          |
| Hernani                                | Hernani Rugby Club            | 12-6                          | Rugby Club Irún               |
| 5.ª Jornada (1 de noviembre de 1981)   |                               |                               |                               |
| Bilbao                                 | Universitario Bilbao          | 14-34                         | Ordizia Rugby Elkartea        |
| Hernani                                | Club Atlético San Sebastián   | 10-38                         | Getxo Rugby Taldea            |
| Guecho                                 | Gernika Rugby Taldea          | 9-16                          | Hernani Rugby Club            |
| Hernani                                | Zaharrean Rugby Taldea        | 15-10                         | Rugby Club Irún               |
| 6.ª Jornada (8 de noviembre de 1981)   |                               |                               |                               |
| Hernani                                | Zaharrean Rugby Taldea        | 26-6                          | Ordizia Rugby Elkartea        |
| Guecho                                 | Getxo Rugby Taldea            | 38-3                          | Universitario Bilbao          |
| Hernani                                | Hernani Rugby Club            | 0-0                           | Club Atlético San Sebastián   |
| Irún                                   | Rugby Club Irún               | 45-30                         | Gernika Rugby Taldea          |
| 7.ª Jornada (15 de noviembre de 1981)  |                               |                               |                               |
| Villafranca de Ordizia                 | Ordizia Rugby Elkartea        | 22-25                         | Getxo Rugby Taldea            |
| Bilbao                                 | Universitario Bilbao          | 0-40                          | Hernani Rugby Club            |
| Hernani                                | Club Atlético San Sebastián   | 32-3                          | Rugby Club Irún               |
| Hernani                                | Gernika Rugby Taldea          | 10-3                          | Zaharrean Rugby Taldea        |
| 8.ª Jornada (22 de noviembre de 1981)  |                               |                               |                               |
| Hernani                                | Club Atlético San Sebastián   | 33-6                          | Gernika Rugby Taldea          |
| Bilbao                                 | Universitario Bilbao          | 9-9                           | Rugby Club Irún               |
| Villafranca de Ordizia                 | Ordizia Rugby Elkartea        | 10-14                         | Hernani Rugby Club            |
| Guecho                                 | Getxo Rugby Taldea            | 27-0                          | Zaharrean Rugby Taldea        |
| 9.ª Jornada (6 de diciembre de 1981)   |                               |                               |                               |
| Hernani                                | Zaharrean Rugby Taldea        | 0-44                          | Club Atlético San Sebastián   |
| Guernica                               | Gernika Rugby Taldea          | 10-6                          | Universitario Bilbao          |
| Irún                                   | Rugby Club Irún               | 12-10                         | Ordizia Rugby Elkartea        |
| Hernani                                | Hernani Rugby Club            | 16-3                          | Getxo Rugby Taldea            |
| 10.ª Jornada (13 de diciembre de 1981) |                               |                               |                               |
| Bilbao                                 | Universitario Bilbao          | 6-34                          | Club Atlético San Sebastián   |
| Villafranca de Ordizia                 | Ordizia Rugby Elkartea        | 3-15                          | Gernika Rugby Taldea          |
| Guecho                                 | Getxo Rugby Taldea            | 42-0                          | Rugby Club Irún               |
| Hernani                                | Hernani Rugby Club            | 14-4                          | Zaharrean Rugby Taldea        |
| 11.ª Jornada (20 de diciembre de 1981) |                               |                               |                               |
| Hernani                                | Zaharrean Rugby Taldea        | 18-3                          | Universitario Bilbao          |
| Hernani                                | Club Atlético San Sebastián   | 32-9                          | Ordizia Rugby Elkartea        |
| Guernica                               | Gernika Rugby Taldea          | 4-24                          | Getxo Rugby Taldea            |
| Irún                                   | Rugby Club Irún               | 3-15                          | Hernani Rugby Club            |
| 12.ª Jornada (10 de enero de 1982)     |                               |                               |                               |
| Villafranca de Ordizia                 | Ordizia Rugby Elkartea        | 25-17                         | Universitario Bilbao          |
| Guecho                                 | Getxo Rugby Taldea            | 10-38                         | Club Atlético San Sebastián   |
| Guecho                                 | Gernika Rugby Taldea          | 9-32                          | Hernani Rugby Club            |
| Irún                                   | Rugby Club Irún               | 6-9                           | Zaharrean Rugby Taldea        |
| 13.ª Jornada (17 de enero de 1982)     |                               |                               |                               |
| Villafranca de Ordizia                 | Ordizia Rugby Elkartea        | 14-12                         | Zaharrean Rugby Taldea        |
| Guecho                                 | Universitario Bilbao          | 3-38                          | Getxo Rugby Taldea            |
| Hernani                                | Club Atlético San Sebastián   | 12-12                         | Hernani Rugby Club            |
| Guernica                               | Gernika Rugby Taldea          | 58-6                          | Rugby Club Irún               |
| 14.ª Jornada (31 de enero de 1982)     |                               |                               |                               |
| Guecho                                 | Getxo Rugby Taldea            | 23-10                         | Ordizia Rugby Elkartea        |
| Hernani                                | Hernani Rugby Club            | 48-0                          | Universitario Bilbao          |
| Irún                                   | Rugby Club Irún               | 11-12                         | Club Atlético San Sebastián   |
| Hernani                                | Zaharrean Rugby Taldea        | 20-0                          | Gernika Rugby Taldea          |

| Local \ Visitante    | ASS   | GER   | GTX   | HER   | IRU   | ORD   | UNI   | ZAH   |
| -------------------- | ----- | ----- | ----- | ----- | ----- | ----- | ----- | ----- |
| Club ATLÉTICO SS     | —     | 33–6  | 10–38 | 12–12 | 32–3  | 32–9  | 32–0  | 15–0  |
| GERNIKA R.T.         | 6–14  | —     | 4–24  | 9–16  | 58–6  | 9–11  | 10–6  | 10–3  |
| GETXO R.T.           | 9–32  | 33–7  | —     | 18–23 | 42–0  | 23–10 | 38–3  | 27–0  |
| HERNANI R.C.         | 0–0   | 33–6  | 16–3  | —     | 12–6  | 34–7  | 48–0  | 14–4  |
| R.C. IRÚN            | 11–12 | 45–30 | 18–0  | 3–15  | —     | 12–10 | 46–0  | 6–9   |
| ORDIZIA R.E.         | 10–20 | 3–15  | 22–25 | 10–14 | 6–13  | —     | 25–17 | 14–12 |
| UNIVERSITARIO Bilbao | 6–34  | 0–19  | 3–38  | 10–40 | 9–9   | 14–34 | —     | 6–15  |
| ZAHARREAN R.T.       | 0–44  | 20–0  | 0–16  | 4–28  | 15–10 | 26–6  | 18–3  | —     |

|     |                             |     |    |   |    |     |     |     |  |  |  |  |  |  |  |  |  |  |
| Pos | Equipo                      | Jug | V  | E | D  | PF  | PC  | Pts |  |  |  |  |  |  |  |  |  |  |
| 1.º | Hernani Rugby Club          | 14  | 12 | 2 | 0  | 305 | 90  | 40  |  |  |  |  |  |  |  |  |  |  |
| 2.º | Club Atlético San Sebastián | 14  | 11 | 2 | 1  | 325 | 42  | 38  |  |  |  |  |  |  |  |  |  |  |
| 3.º | Getxo Rugby Taldea          | 14  | 10 | 0 | 4  | 273 | 138 | 34  |  |  |  |  |  |  |  |  |  |  |
| 4.º | Zaharrean Rugby Taldea      | 14  | 6  | 0 | 8  | 125 | 199 | 26  |  |  |  |  |  |  |  |  |  |  |
| 5.º | Rugby Club Irún             | 14  | 5  | 1 | 8  | 198 | 252 | 25  |  |  |  |  |  |  |  |  |  |  |
| 6.º | Gernika Rugby Taldea        | 14  | 5  | 0 | 9  | 189 | 247 | 24  |  |  |  |  |  |  |  |  |  |  |
| 7.º | Ordizia Rugby Elkartea      | 14  | 4  | 0 | 10 | 177 | 277 | 22  |  |  |  |  |  |  |  |  |  |  |
| 8.º | Universitario Bilbao        | 14  | 0  | 1 | 13 | 75  | 397 | 15  |  |  |  |  |  |  |  |  |  |  |

#### Grupo Centro
Con la impresionante campaña de Arquitectura en la temporada anterior, no solo eran favoritos sino que la cuestión principal era si algún otro equipo sería capaz de romper su imbatibilidad de casi dos años. La última derrota de los arquitectos había sido el 16 de diciembre de 1979 contra el CAU, y tras 33 partidos oficiales ganando pocos se atrevían a pronosticar una derrota. El equipo más probable pudiera ser el Canoe, subcampeones del año precedente y que había demostrado ir creciendo. También el CAU el último club que les ganó o Cisneros muy irregular pero que sorprendía a veces positivamente y otras negativamente. Sin embargo fueron los recién ascendidos del Olímpico los que en la 2.ª jornada rompían la racha de 34 victorias, ganando por un corto 21-18, el 11 de octubre. No era tan sorprendente esta victoria, ya que los de Pozuelo habían derrotado en anteriores ocasiones a Arquitectura en las categorías inferiores, y de hecho en este partido había muchos de los jugadores que se habían enfrentado en la final juvenil de 1980 en ambos equipos y que fue ganada por el Olímpico. Fue solo un tropiezo para Arquitectura, el resto de la temporada continuó intratable y con resultados cada vez más abultados, llegando a cerrar la temporada avasallando al Lourdes por 128-0, y con un total de 735 puntos en 14 partidos, todo un record. Canoe volvió a ser un equipo muy sólido que solo perdió los partidos con la Escuela y revalidó el subcampeonato. Olímpico que estuvo liderando la clasificación en la primera vuelta, fue a menos por una plaga de lesiones que les hizo caer hasta la tercera plaza. Cisneros de nuevo fue irregular durante toda la temporada y solo llegó a la cuarta plaza. CAU y CDU lucharon por la quinta y por librarse del descenso, aunque con pocos problemas ya que tanto Lourdes que se desfondó, como Karmen que perdió todos sus partidos lo pusieron fácil.
| Resultados 1.ª División Centro         | Resultados 1.ª División Centro | Resultados 1.ª División Centro | Resultados 1.ª División Centro |
| Ciudad                                 | Local                          | Resultado                      | Visitante                      |
| -------------------------------------- | ------------------------------ | ------------------------------ | ------------------------------ |
| 1.ª Jornada (4 de octubre de 1981)     |                                |                                |                                |
| Madrid                                 | Club de Rugby Karmen           | 11-26                          | Club Deportivo Lourdes         |
| Madrid                                 | Club Deportivo Arquitectura    | 42-10                          | Colegio Mayor Cisneros         |
| Valladolid                             | CDU Valladolid                 | 15-19                          | Olímpico Rugby Club            |
| Madrid                                 | CAU Madrid Rugby Club          | 15-21                          | Canoe Natación Club            |
| 2.ª Jornada (11 de octubre de 1981)    |                                |                                |                                |
| Valladolid                             | Club Deportivo Lourdes         | 16-22                          | CAU Madrid Rugby Club          |
| Madrid                                 | Colegio Mayor Cisneros         | 45-15                          | Club de Rugby Karmen           |
| Madrid                                 | Olímpico Rugby Club            | 21-18                          | Club Deportivo Arquitectura    |
| Madrid                                 | Canoe Natación Club            | 53-12                          | CDU Valladolid                 |
| 3.ª Jornada (18 de octubre de 1981)    |                                |                                |                                |
| Valladolid                             | Club Deportivo Lourdes         | 4-53                           | Colegio Mayor Cisneros         |
| Madrid                                 | Club de Rugby Karmen           | 8-55                           | Olímpico Rugby Club            |
| Madrid                                 | Club Deportivo Arquitectura    | 30-10                          | Canoe Natación Club            |
| Madrid                                 | CAU Madrid Rugby Club          | 4-12                           | CDU Valladolid                 |
| 4.ª Jornada (25 de octubre de 1981)    |                                |                                |                                |
| Madrid                                 | Colegio Mayor Cisneros         | 27-24                          | CAU Madrid Rugby Club          |
| Madrid                                 | Olímpico Rugby Club            | 34-12                          | Club Deportivo Lourdes         |
| Madrid                                 | Canoe Natación Club            | 40-12                          | Club de Rugby Karmen           |
| Valladolid                             | CDU Valladolid                 | 3-28                           | Club Deportivo Arquitectura    |
| 5.ª Jornada (1 de noviembre de 1981)   |                                |                                |                                |
| Madrid                                 | Colegio Mayor Cisneros         | 10-6                           | Olímpico Rugby Club            |
| Valladolid                             | Club Deportivo Lourdes         | 17-39                          | Canoe Natación Club            |
| Madrid                                 | Club de Rugby Karmen           | 3-16                           | CDU Valladolid                 |
| Madrid                                 | CAU Madrid Rugby Club          | 3-43                           | Club Deportivo Arquitectura    |
| 6.ª Jornada (8 de noviembre de 1981)   |                                |                                |                                |
| Madrid                                 | CAU Madrid Rugby Club          | 14-30                          | Olímpico Rugby Club            |
| Madrid                                 | Canoe Natación Club            | 17-7                           | Colegio Mayor Cisneros         |
| Valladolid                             | CDU Valladolid                 | 24-11                          | Club Deportivo Lourdes         |
| Madrid                                 | Club Deportivo Arquitectura    | 55-0                           | Club de Rugby Karmen           |
| 7.ª Jornada (15 de noviembre de 1981)  |                                |                                |                                |
| Madrid                                 | Olímpico Rugby Club            | 10-30                          | Canoe Natación Club            |
| Madrid                                 | Colegio Mayor Cisneros         | 12-22                          | CDU Valladolid                 |
| Valladolid                             | Club Deportivo Lourdes         | 10-84                          | Club Deportivo Arquitectura    |
| Madrid                                 | Club de Rugby Karmen           | 8-45                           | CAU Madrid Rugby Club          |
| 8.ª Jornada (22 de noviembre de 1981)  |                                |                                |                                |
| Valladolid                             | Club Deportivo Lourdes         | 36-12                          | Club de Rugby Karmen           |
| Madrid                                 | Colegio Mayor Cisneros         | 3-15                           | Club Deportivo Arquitectura    |
| Valladolid                             | Olímpico Rugby Club            | 15-15                          | CDU Valladolid                 |
| Madrid                                 | Canoe Natación Club            | 25-17                          | CAU Madrid Rugby Club          |
| 9.ª Jornada (6 de diciembre de 1981)   |                                |                                |                                |
| Valladolid                             | CAU Madrid Rugby Club          | 44-16                          | Club Deportivo Lourdes         |
| Madrid                                 | Club de Rugby Karmen           | 11-13                          | Colegio Mayor Cisneros         |
| Madrid                                 | Club Deportivo Arquitectura    | 61-4                           | Olímpico Rugby Club            |
| Valladolid                             | CDU Valladolid                 | 3-35                           | Canoe Natación Club            |
| 10.ª Jornada (13 de diciembre de 1981) |                                |                                |                                |
| Madrid                                 | Colegio Mayor Cisneros         | 42-12                          | Club Deportivo Lourdes         |
| Madrid                                 | Olímpico Rugby Club            | 32-6                           | Club de Rugby Karmen           |
| Madrid                                 | Canoe Natación Club            | 14-42                          | Club Deportivo Arquitectura    |
| Madrid                                 | CDU Valladolid                 | 7-8                            | CAU Madrid Rugby Club          |
| 11.ª Jornada (20 de diciembre de 1981) |                                |                                |                                |
| Madrid                                 | CAU Madrid Rugby Club          | 11-11                          | Colegio Mayor Cisneros         |
| Valladolid                             | Club Deportivo Lourdes         | 4-26                           | Olímpico Rugby Club            |
| Madrid                                 | Club de Rugby Karmen           | 4-62                           | Canoe Natación Club            |
| Valladolid                             | Club Deportivo Arquitectura    | 53-6                           | CDU Valladolid                 |
| 12.ª Jornada (10 de enero de 1982)     |                                |                                |                                |
| Madrid                                 | Olímpico Rugby Club            | 40-7                           | Colegio Mayor Cisneros         |
| Valladolid                             | Canoe Natación Club            | 77-0                           | Club Deportivo Lourdes         |
| Madrid                                 | CDU Valladolid                 | 24-3                           | Club de Rugby Karmen           |
| Madrid                                 | Club Deportivo Arquitectura    | 56-14                          | CAU Madrid Rugby Club          |
| 13.ª Jornada (17 de enero de 1982)     |                                |                                |                                |
| Madrid                                 | Olímpico Rugby Club            | 9-46                           | CAU Madrid Rugby Club          |
| Madrid                                 | Colegio Mayor Cisneros         | 6-21                           | Canoe Natación Club            |
| Valladolid                             | Club Deportivo Lourdes         | 0-26                           | CDU Valladolid                 |
| Madrid                                 | Club de Rugby Karmen           | 12-80                          | Club Deportivo Arquitectura    |
| 14.ª Jornada (31 de enero de 1982)     |                                |                                |                                |
| Madrid                                 | Canoe Natación Club            | 17-4                           | Olímpico Rugby Club            |
| Valladolid                             | CDU Valladolid                 | 10-8                           | Colegio Mayor Cisneros         |
| Madrid                                 | Club Deportivo Arquitectura    | 128-0                          | Club Deportivo Lourdes         |
| Madrid                                 | CAU Madrid Rugby Club          | 50-0                           | Club de Rugby Karmen           |

| Local \ Visitante | ARQ   | CAN   | CAU   | CDU   | CIS   | KAR   | LOU   | OLI   |
| ----------------- | ----- | ----- | ----- | ----- | ----- | ----- | ----- | ----- |
| CD ARQUITECTURA   | —     | 30–10 | 56–14 | 53–6  | 42–10 | 55–0  | 128–0 | 61–4  |
| CANOE N.C.        | 14–42 | —     | 25–17 | 53–12 | 17–7  | 40–12 | 77–0  | 17–4  |
| CAU Madrid R.C.   | 3–43  | 15–21 | —     | 4–12  | 11–11 | 50–0  | 44–16 | 14–30 |
| CDU VALLADOLID    | 3–28  | 3–35  | 7–8   | —     | 10–8  | 24–3  | 24–11 | 15–19 |
| C.M. CISNEROS     | 3–15  | 6–21  | 27–24 | 28–16 | —     | 45–15 | 42–12 | 10–6  |
| C.R. KARMEN       | 12–80 | 4–62  | 8–45  | 10–42 | 11–13 | —     | 17–26 | 8–55  |
| C.D. LOURDES      | 10–84 | 17–39 | 16–22 | 0–26  | 4–53  | 36–10 | —     | 4–26  |
| OLÍMPICO R.C.     | 21–18 | 10–36 | 9–46  | 15–15 | 40–7  | 32–6  | 34–12 | —     |

|     |                             |     |    |   |    |     |     |     |  |  |  |  |  |  |  |  |  |  |
| Pos | Equipo                      | Jug | V  | E | D  | PF  | PC  | Pts |  |  |  |  |  |  |  |  |  |  |
| 1.º | CD Arquitectura             | 14  | 13 | 0 | 1  | 735 | 110 | 40  |  |  |  |  |  |  |  |  |  |  |
| 2.º | Canoe Natación Club         | 14  | 12 | 0 | 2  | 457 | 179 | 38  |  |  |  |  |  |  |  |  |  |  |
| 3.º | Olímpico Pozuelo Rugby Club | 14  | 8  | 1 | 5  | 308 | 289 | 31  |  |  |  |  |  |  |  |  |  |  |
| 4.º | Colegio Mayor Cisneros      | 14  | 7  | 1 | 6  | 270 | 244 | 29  |  |  |  |  |  |  |  |  |  |  |
| 5.º | CAU Madrid Rugby Club       | 14  | 6  | 1 | 7  | 317 | 281 | 27  |  |  |  |  |  |  |  |  |  |  |
| 6.º | CDU Valladolid              | 14  | 6  | 1 | 7  | 204 | 285 | 27  |  |  |  |  |  |  |  |  |  |  |
| 7.º | Club Deportivo Lourdes      | 14  | 2  | 0 | 12 | 164 | 626 | 18  |  |  |  |  |  |  |  |  |  |  |
| 8.º | Club de Rugby Karmen        | 14  | 0  | 0 | 14 | 116 | 615 | 14  |  |  |  |  |  |  |  |  |  |  |

#### Grupo Levante
A la habitual pugna entre los equipos de Bajo Llobregat (Santboiana y Cornellá) contra el Valencia, se sumaba este año un Barça muy mejorado. Una racha de tres jornadas seguidas sin ganar, dejaban a Cornellá fuera de la lucha desde el comienzo de la temporada. La Santboiana se imponía al Barça en la tercera jornada y comandaba la clasificación desde ese momento. Al acabar la primera vuelta ambos equipos se distanciaban de Valencia (con 3 derrotas) y Cornellá (3 derrotas y 1 empate).

En la 9.ª jornada, (2.º partido de la segunda vuelta) el Barça empata con Cornellá y pierde un punto más respecto a Santboi, que puede ganar el campeonato incluso perdiendo contra los blaugrana. De hecho en la siguiente jornada el FC Barcelona vence por 7-4 a los del Llobregat. La ventaja de 1 punto parece suficiente, pero en la jornada 12.ª, un Valencia que había sido muy irregular toda la temporada y que acumulaba 6 derrotas, venció inesperadamente al Santboi, lo que daba el liderato al Barça al que solo quedaban dos partidos sencillos contra Natación y Gerona (ambos colistas). No desaprovecharon la ocasión y el FC Barcelona se proclamó campeón con un punto de ventaja sobre Santboi. Muy lejos detrás, Cornellá fue tercero, con Valencia en cuarta posición y el equipo revelación del año, Montjuich quedó quinto. Poble Nou salvó la categoría, mientras el histórico Natació y el GEiEG bajaban a segunda.
| Resultados 1.ª División Levante        | Resultados 1.ª División Levante | Resultados 1.ª División Levante | Resultados 1.ª División Levante |
| Ciudad                                 | Local                           | Resultado                       | Visitante                       |
| -------------------------------------- | ------------------------------- | ------------------------------- | ------------------------------- |
| 1.ª Jornada (4 de octubre de 1981)     |                                 |                                 |                                 |
| Barcelona                              | Club Natació Poble Nou          | 6-16                            | Club Natació Barcelona          |
| Valencia                               | Valencia Rugby Club             | 28-10                           | G.E.i.E.G.-Gerona               |
| Barcelona                              | Futbol Club Barcelona           | 27-9                            | Club Natació Montjuïc           |
| San Baudilio                           | Unió Esportiva Santboiana       | 16-12                           | Rugby Club Cornellà             |
| 2.ª Jornada (11 de octubre de 1981)    |                                 |                                 |                                 |
| Barcelona                              | Club Natació Barcelona          | 0-38                            | Unió Esportiva Santboiana       |
| Gerona                                 | G.E.i.E.G.-Gerona               | 22-29                           | Club Natació Poble Nou          |
| Barcelona                              | Club Natació Montjuïc           | 20-19                           | Valencia Rugby Club             |
| Cornellá                               | Rugby Club Cornellà             | 0-11                            | Futbol Club Barcelona           |
| 3.ª Jornada (18 de octubre de 1981)    |                                 |                                 |                                 |
| Barcelona                              | Club Natació Barcelona          | 19-24                           | G.E.i.E.G.-Gerona               |
| Barcelona                              | Club Natació Poble Nou          | 15-21                           | Club Natació Montjuïc           |
| Valencia                               | Valencia Rugby Club             | 12-10                           | Rugby Club Cornellà             |
| San Baudilio                           | Unió Esportiva Santboiana       | 21-0                            | Futbol Club Barcelona           |
| 4.ª Jornada (25 de octubre de 1981)    |                                 |                                 |                                 |
| Gerona                                 | G.E.i.E.G.-Gerona               | 10-23                           | Unió Esportiva Santboiana       |
| Barcelona                              | Club Natació Montjuïc           | 11-27                           | Club Natació Barcelona          |
| Cornellá                               | Rugby Club Cornellà             | 36-3                            | Club Natació Poble Nou          |
| Barcelona                              | Futbol Club Barcelona           | 31-19                           | Valencia Rugby Club             |
| 5.ª Jornada (1 de noviembre de 1981)   |                                 |                                 |                                 |
| Gerona                                 | G.E.i.E.G.-Gerona               | 10-15                           | Club Natació Montjuïc           |
| Barcelona                              | Club Natació Barcelona          | 7-26                            | Rugby Club Cornellà             |
| Barcelona                              | Club Natació Poble Nou          | 4-39                            | Futbol Club Barcelona           |
| San Baudilio                           | Unió Esportiva Santboiana       | 48-14                           | Valencia Rugby Club             |
| 6.ª Jornada (8 de noviembre de 1981)   |                                 |                                 |                                 |
| San Baudilio                           | Unió Esportiva Santboiana       | 20-0                            | Club Natació Montjuïc           |
| Cornellá                               | Rugby Club Cornellà             | 26-0                            | G.E.i.E.G.-Gerona               |
| Barcelona                              | Futbol Club Barcelona           | 33-4                            | Club Natació Barcelona          |
| Valencia                               | Valencia Rugby Club             | 33-3                            | Club Natació Poble Nou          |
| 7.ª Jornada (15 de noviembre de 1981)  |                                 |                                 |                                 |
| Barcelona                              | Club Natació Montjuïc           | 7-7                             | Rugby Club Cornellà             |
| Gerona                                 | G.E.i.E.G.-Gerona               | 20-40                           | Futbol Club Barcelona           |
|                                        | Club Natació Barcelona          | 11-15                           | Valencia Rugby Club             |
| Barcelona                              | Club Natació Poble Nou          | 16-51                           | Unió Esportiva Santboiana       |
| 8.ª Jornada (22 de noviembre de 1981)  |                                 |                                 |                                 |
| Barcelona                              | Club Natació Barcelona          | 6-12                            | Club Natació Poble Nou          |
| Valencia                               | G.E.i.E.G.-Gerona               | 6-21                            | Valencia Rugby Club             |
| Barcelona                              | Club Natació Montjuïc           | 4-29                            | Futbol Club Barcelona           |
| Cornellá                               | Rugby Club Cornellà             | 9-20                            | Unió Esportiva Santboiana       |
| 9.ª Jornada (6 de diciembre de 1981)   |                                 |                                 |                                 |
| San Baudilio                           | Unió Esportiva Santboiana       | 40-0                            | Club Natació Barcelona          |
| Barcelona                              | Club Natació Poble Nou          | 14-9                            | G.E.i.E.G.-Gerona               |
| Valencia                               | Valencia Rugby Club             | 12-13                           | Club Natació Montjuïc           |
| Barcelona                              | Futbol Club Barcelona           | 15-15                           | Rugby Club Cornellà             |
| 10.ª Jornada (13 de diciembre de 1981) |                                 |                                 |                                 |
| Gerona                                 | G.E.i.E.G.-Gerona               | 3-16                            | Club Natació Barcelona          |
| Barcelona                              | Club Natació Montjuïc           | 23-12                           | Club Natació Poble Nou          |
| Cornellá                               | Rugby Club Cornellà             | 10-6                            | Valencia Rugby Club             |
| Barcelona                              | Futbol Club Barcelona           | 7-4                             | Unió Esportiva Santboiana       |
| 11.ª Jornada (20 de diciembre de 1981) |                                 |                                 |                                 |
| San Baudilio                           | Unió Esportiva Santboiana       | 72-3                            | G.E.i.E.G.-Gerona               |
| Barcelona                              | Club Natació Barcelona          | 7-14                            | Club Natació Montjuïc           |
| Barcelona                              | Club Natació Poble Nou          | 6-20                            | Rugby Club Cornellà             |
| Valencia                               | Valencia Rugby Club             | 6-23                            | Futbol Club Barcelona           |
| 12.ª Jornada (10 de enero de 1982)     |                                 |                                 |                                 |
| Barcelona                              | Club Natació Montjuïc           | 27-3                            | G.E.i.E.G.-Gerona               |
| Cornellá                               | Rugby Club Cornellà             | 24-7                            | Club Natació Barcelona          |
| Barcelona                              | Futbol Club Barcelona           | 72-6                            | Club Natació Poble Nou          |
| San Baudilio                           | Valencia Rugby Club             | 12-10                           | Unió Esportiva Santboiana       |
| 13.ª Jornada (17 de enero de 1982)     |                                 |                                 |                                 |
| Barcelona                              | Club Natació Montjuïc           | 7-22                            | Unió Esportiva Santboiana       |
| Gerona                                 | G.E.i.E.G.-Gerona               | 3-18                            | Rugby Club Cornellà             |
| Barcelona                              | Club Natació Barcelona          | 3-22                            | Futbol Club Barcelona           |
| Barcelona                              | Club Natació Poble Nou          | 3-50                            | Valencia Rugby Club             |
| 14.ª Jornada (13 de enero de 1982)     |                                 |                                 |                                 |
| Barcelona                              | Club Natació Montjuïc           | 7-7                             | Rugby Club Cornellà             |
| Gerona                                 | G.E.i.E.G.-Gerona               | 20-40                           | Futbol Club Barcelona           |
|                                        | Club Natació Barcelona          | 11-15                           | Valencia Rugby Club             |
| Barcelona                              | Club Natació Poble Nou          | 16-51                           | Unió Esportiva Santboiana       |

| Local \ Visitante     | MON   | PBN   | COR   | FCB   | GER   | NAT   | SAN   | VAL   |
| --------------------- | ----- | ----- | ----- | ----- | ----- | ----- | ----- | ----- |
| C.N. MONTJUÏC         | —     | 23–12 | 7–7   | 4–29  | 27–3  | 11–27 | 7–22  | 20–19 |
| C.N. POBLE NOU        | 15–21 | —     | 6–20  | 4–29  | 14–9  | 6–16  | 16–51 | 3–50  |
| Rugby Club CORNELLÁ   | 10–9  | 36–3  | —     | 0–11  | 26–0  | 24–7  | 9–20  | 10–6  |
| F.C. BARCELONA        | 27–9  | 72–6  | 15–15 | —     | 38–10 | 23–11 | 7–4   | 31–19 |
| G.E.i.E.G.-Gerona     | 10–15 | 22–29 | 3–18  | 20–40 | —     | 3–16  | 10–23 | 6–21  |
| C. NATACIÓN Barcelona | 7–14  | 6–12  | 7–26  | 3–22  | 19–27 | —     | 0–38  | 11–15 |
| U.E. SANTBOIANA       | 20–0  | 50–0  | 16–12 | 21–0  | 72–3  | 40–0  | —     | 48–14 |
| VALENCIA R.C.         | 12–13 | 33–3  | 12–10 | 6–23  | 28–10 | 60–0  | 12–10 | —     |

|     |                           |     |    |   |    |     |     |     |  |  |  |  |  |  |  |  |  |  |
| Pos | Equipo                    | Jug | V  | E | D  | PF  | PC  | Pts |  |  |  |  |  |  |  |  |  |  |
| 1.º | Futbol Club Barcelona     | 14  | 12 | 1 | 1  | 373 | 58  | 39  |  |  |  |  |  |  |  |  |  |  |
| 2.º | Unió Esportiva Santboiana | 14  | 12 | 0 | 2  | 435 | 90  | 38  |  |  |  |  |  |  |  |  |  |  |
| 3.º | Rugby Club Cornellà       | 14  | 8  | 2 | 4  | 235 | 122 | 32  |  |  |  |  |  |  |  |  |  |  |
| 4.º | Valencia Rugby Club       | 14  | 8  | 0 | 6  | 317 | 198 | 31  |  |  |  |  |  |  |  |  |  |  |
| 5.º | Club Natació Montjuïc     | 14  | 7  | 1 | 6  | 180 | 220 | 29  |  |  |  |  |  |  |  |  |  |  |
| 6.º | Club Natació Poble Nou    | 14  | 3  | 2 | 11 | 139 | 438 | 22  |  |  |  |  |  |  |  |  |  |  |
| 7.º | Club Natació Barcelona    | 14  | 2  | 0 | 12 | 130 | 321 | 18  |  |  |  |  |  |  |  |  |  |  |
| 8.º | G.E.i.E.G.-Gerona         | 14  | 1  | 0 | 13 | 136 | 386 | 15  |  |  |  |  |  |  |  |  |  |  |

#### Grupo Sur
Con la renuncia de los equipos de Granada el grupo queda con solo 5 participantes. Se juega entonces a 3 vueltas, las dos primeras las habituales y la tercera vuelta con los mismos enfrentamientos que la primera vuelta. Ciencias y CAR dominaron el campeonato sin grandes problemas, y la liga se dirimió en sus duelos directos, con dos victorias del Ciencias por una del CAR. Sevilla fue tercero por delante del Portuense y Divina Pastora.
| Resultados 1.ª División Sur            | Resultados 1.ª División Sur      | Resultados 1.ª División Sur | Resultados 1.ª División Sur      |
| Ciudad                                 | Local                            | Resultado                   | Visitante                        |
| -------------------------------------- | -------------------------------- | --------------------------- | -------------------------------- |
| 1.ª Jornada (4 de octubre de 1981)     |                                  |                             |                                  |
| Sevilla                                | Club de Rugby Divina Pastora     | 4-22                        | Sevilla Club de Fútbol           |
| Sevilla                                | Ciencias de Sevilla              | 16-4                        | Club Amigos del Rugby (CAR)      |
| 2.ª Jornada (25 de octubre de 1981)    |                                  |                             |                                  |
| Cádiz                                  | Club de Rugby Atlético Portuense | 7-36                        | Ciencias de Sevilla              |
| Sevilla                                | Club Amigos del Rugby (CAR)      | 23-3                        | Club de Rugby Divina Pastora     |
| 3.ª Jornada (1 de noviembre de 1981)   |                                  |                             |                                  |
| Sevilla                                | Sevilla Club de Fútbol           | 13-25                       | Club Amigos del Rugby (CAR)      |
| Sevilla                                | Club de Rugby Divina Pastora     | 16-25                       | Club de Rugby Atlético Portuense |
| 4.ª Jornada (8 de noviembre de 1981)   |                                  |                             |                                  |
| Cádiz                                  | Club de Rugby Atlético Portuense | 16-14                       | Sevilla Club de Fútbol           |
| Sevilla                                | Ciencias de Sevilla              | 31-9                        | Club de Rugby Divina Pastora     |
| 5.ª Jornada (15 de noviembre de 1981)  |                                  |                             |                                  |
| Sevilla                                | Club Amigos del Rugby (CAR)      | 18-10                       | Club de Rugby Atlético Portuense |
| Sevilla                                | Sevilla Club de Fútbol           | 24-4                        | Ciencias de Sevilla              |
| 6.ª Jornada (22 de noviembre de 1981)  |                                  |                             |                                  |
| Sevilla                                | Sevilla Club de Fútbol           | 26-8                        | Club de Rugby Divina Pastora     |
| Sevilla                                | Club Amigos del Rugby (CAR)      | 21-9                        | Ciencias de Sevilla              |
| 7.ª Jornada (29 de noviembre de 1981)  |                                  |                             |                                  |
| Sevilla                                | Ciencias de Sevilla              | 32-9                        | Club de Rugby Atlético Portuense |
| Sevilla                                | Club de Rugby Divina Pastora     | 10-25                       | Club Amigos del Rugby (CAR)      |
| 8.ª Jornada (6 de diciembre de 1981)   |                                  |                             |                                  |
| Sevilla                                | Club Amigos del Rugby (CAR)      | 8-3                         | Sevilla Club de Fútbol           |
| Cádiz                                  | Club de Rugby Atlético Portuense | 28-4                        | Club de Rugby Divina Pastora     |
| 9.ª Jornada (13 de diciembre de 1981)  |                                  |                             |                                  |
| Cádiz                                  | Club de Rugby Atlético Portuense | 16-14                       | Sevilla Club de Fútbol           |
| Sevilla                                | Ciencias de Sevilla              | 31-9                        | Club de Rugby Divina Pastora     |
| Cádiz                                  | Club de Rugby Atlético Portuense | 10-20                       | Club Amigos del Rugby (CAR)      |
| Sevilla                                | Ciencias de Sevilla              | 14-6                        | Sevilla Club de Fútbol           |
| 10.ª Jornada (20 de diciembre de 1981) |                                  |                             |                                  |
| Sevilla                                | Club de Rugby Atlético Portuense | 10-20                       | Club Amigos del Rugby (CAR)      |
| Sevilla                                | align=right                      | Ciencias de Sevilla         | 24-4\|Sevilla Club de Fútbol     |
| 11.ª Jornada (25 de enero de 1981)     |                                  |                             |                                  |
| Sevilla                                | Club de Rugby Divina Pastora     | 8-38                        | Sevilla Club de Fútbol           |
| Sevilla                                | Ciencias de Sevilla              | 14-6                        | Club Amigos del Rugby (CAR)      |
| 12.ª Jornada (10 de enero de 1981)     |                                  |                             |                                  |
| Cádiz                                  | Club de Rugby Atlético Portuense | 7-16                        | Ciencias de Sevilla              |
| Sevilla                                | Club Amigos del Rugby (CAR)      | 20-0                        | Club de Rugby Divina Pastora     |
| 13.ª Jornada (17 de enero de 1981)     |                                  |                             |                                  |
| Sevilla                                | Sevilla Club de Fútbol           | 4-0                         | Club Amigos del Rugby (CAR)      |
| Sevilla                                | Club de Rugby Divina Pastora     | 7-0                         | Club de Rugby Atlético Portuense |
| 14.ª Jornada (1 de marzo de 1981)      |                                  |                             |                                  |
| Cádiz                                  | Club de Rugby Atlético Portuense | 4-8                         | Sevilla Club de Fútbol           |
| Sevilla                                | Ciencias de Sevilla              | 10-4                        | Club de Rugby Divina Pastora     |
| 15.ª Jornada (1 de marzo de 1981)      |                                  |                             |                                  |
| Sevilla                                | Club Amigos del Rugby (CAR)      | 34-0                        | Club de Rugby Atlético Portuense |
| Sevilla                                | Sevilla Club de Fútbol           | 3-3                         | Ciencias de Sevilla              |

| Local \ Visitante     | APO   | CAR   | CIE  | PAS  | SEV   |
| --------------------- | ----- | ----- | ---- | ---- | ----- |
| C.R. Atl. PORTUENSE   | —     | 10–20 | 7–36 | 28–4 | 16–14 |
| Club Amigos del Rugby | 18–10 | —     | 21–9 | 23–3 | 8–3   |
| C.R. CIENCIAS         | 32–9  | 16–4  | —    | 31–9 | 14–6  |
| C.R. DIVINA PASTORA   | 16–25 | 10–25 | 4–72 | —    | 4–22  |
| SEVILLA C.F.          | 12–6  | 13–25 | 0–12 | 26–8 | —     |

|     |                                  |     |   |   |    |     |     |     |  |  |  |  |  |  |  |  |  |  |
| Pos | Equipo                           | Jug | V | E | D  | PF  | PC  | Pts |  |  |  |  |  |  |  |  |  |  |
| 1.º | Ciencias de Sevilla              | 12  | 9 | 1 | 2  | 283 | 90  | 33  |  |  |  |  |  |  |  |  |  |  |
| 2.º | Club Amigos del Rugby (CAR)      | 12  | 9 | 0 | 3  | 194 | 92  | 30  |  |  |  |  |  |  |  |  |  |  |
| 3.º | Sevilla Club de Fútbol           | 12  | 7 | 1 | 4  | 157 | 124 | 27  |  |  |  |  |  |  |  |  |  |  |
| 4.º | Club de Rugby Atlético Portuense | 12  | 3 | 0 | 9  | 120 | 213 | 18  |  |  |  |  |  |  |  |  |  |  |
| 5.º | Club de Rugby Divina Pastora     | 12  | 2 | 0 | 10 | 89  | 326 | 16  |  |  |  |  |  |  |  |  |  |  |

#### Fase Final. IIIª Copa Presidente del Gobierno
Los mismos protagonistas del año anterior, excepto el FC Barcelona, que volvía a la élite nacional sustituyendo al Valencia. Partía como favorito una vez más el Arquitectura y en la primera jornada se impuso al Barça en su visita a Barcelona por 10-25. El siguiente partido en Madrid podría ser el más difícil, contra el Hernani que por tercera vez intentaba obtener el título. La Escuela no dio ninguna opción y apabulló a los vascos con un contundente 70-6. Solo faltaba el partido de Sevilla para que los blancos consiguieran su 5.ª liga, que aseguraron con un fácil 7-30 ante el Ciencias. En esta última jornada disputaron el subcampeonato los de Hernani y el FC Barcelona. Los vascos consiguieron recuperarse del varapalo de Madrid y ganaron en casa por un corto 7-3 pero suficiente para ser subcampeones por tercer año consecutivo.
| Resultados 1.ª División Fase Final  | Resultados 1.ª División Fase Final | Resultados 1.ª División Fase Final | Resultados 1.ª División Fase Final |
| Ciudad                              | Local                              | Resultado                          | Visitante                          |
| ----------------------------------- | ---------------------------------- | ---------------------------------- | ---------------------------------- |
| 1.ª Jornada (14 de febrero de 1982) |                                    |                                    |                                    |
| Barcelona                           | Futbol Club Barcelona              | 10-25                              | Club Deportivo Arquitectura        |
| Sevilla                             | Ciencias de Sevilla                | 13-21                              | Hernani Rugby Club                 |
| 2.ª Jornada (28 de febrero de 1982) |                                    |                                    |                                    |
| Barcelona                           | Futbol Club Barcelona              | 44-4                               | Ciencias de Sevilla                |
| Madrid                              | Club Deportivo Arquitectura        | 70-6                               | Hernani Rugby Club                 |
| 3.ª Jornada (29 de marzo de 1982)   |                                    |                                    |                                    |
| Sevilla                             | Ciencias de Sevilla                | 7-30                               | Club Deportivo Arquitectura        |
| Hernani                             | Hernani Rugby Club                 | 7-3                                | Futbol Club Barcelona              |

| Local \ Visitante           | ARQ   | CIE  | HER   | FCB |
| --------------------------- | ----- | ---- | ----- | --- |
| Club Deportivo Arquitectura | —     |      | 70–6  |     |
| Ciencias de Sevilla         | 7–30  | —    | 13–21 |     |
| Hernani Rugby Club          |       |      | —     | 7–3 |
| Futbol Club Barcelona       | 10–25 | 44–4 |       | —   |

|     |                             |     |   |   |   |     |    |     |  |  |  |  |  |  |  |  |  |  |
| Pos | Equipo                      | Jug | V | E | D | PF  | PC | Pts |  |  |  |  |  |  |  |  |  |  |
| 1.º | Club Deportivo Arquitectura | 3   | 3 | 0 | 0 | 125 | 23 | 9   |  |  |  |  |  |  |  |  |  |  |
| 2.º | Hernani Rugby Club          | 3   | 2 | 0 | 1 | 34  | 86 | 7   |  |  |  |  |  |  |  |  |  |  |
| 3.º | Futbol Club Barcelona       | 3   | 1 | 0 | 2 | 63  | 36 | 5   |  |  |  |  |  |  |  |  |  |  |
| 4.º | Ciencias de Sevilla         | 3   | 0 | 0 | 3 | 24  | 95 | 3   |  |  |  |  |  |  |  |  |  |  |

| Trophee championnat Espagnol Rugby |
| Campeón                            |
| Club Deportivo Arquitectura        |
| 5.º título                         |

### XLVIXº Campeonato de España (Copa de S.M. el Rey)
Con el formato de las últimas ediciones Arquitectura que entra en competición en cuartos de final tiene nueva opción de doblete, para repetir el que obtuvo el año anterior.

En dieciseisavos de final, a un solo partido, compitieron los 8 equipos que no habían sido ni primeros, ni segundos de su grupo. El Olímpico, muy mermado por las lesiones, cayó en su visita a Valencia. El Zaharrean que había hecho una buena temporada regular se impuso en Hernani sobre el CDU-Valladolid. También con resultados ajustados pasaron Cisneros frente a Cornellá y el Getxo frente a Montjuich.

En octavos entraban los subcampeones, pero tanto Atlético San Sebastián como CAR-Sevilla caían ante Valencia y Cisneros. Los otros dos subcampeones pasaban la eliminatoria, el Canoe fácilmente contra Zaharrean y la Santboiana con más dificultades contra Getxo. Por el azar del sorteo estos 4 equipos se deberían enfrentar en cuartos, mientras los 4 campeones se eliminarían entre ellos.

El Valencia sorprendía de nuevo eliminando al subcampeón del grupo centro, el Canoe, mientras que el Cisneros en una épica remontada en San Boi, se imponía al equipo local y pasaba a semifinales. Entre los campeones, el FC Barcelona se vengaba del Hernani que le había vencido en la liga, pero lo eliminaba en la copa. Se suponía que Arquitectura no tendría problemas para deshacerse del Ciencias, y de hecho no los tuvo, ya que en la ida llevaba una ventaja de 40 puntos. Sin embargo en la vuelta, con un equipo lleno de reservas, empataba a 12. Curiosamente era el segundo partido que no ganaba en 2 años.

En semifinales, sin embargo, no se dejó sorprender por el Valencia que venía fuerte, ganó ambos partidos pero con resultados cortos. El Cisneros también acabó con la esperanza del Barça de jugar su 20.ª final de Copa (14 títulos). En la final ambos equipos luchaban por obtener su 4.º entorchado, el Arquitectura con el aliciente de obtener un nuevo doblete y Cisneros que había sido 4.º en su grupo, con la opción de ganar inesperadamente un nuevo título. El partido fue cerradísimo y las defensas se impusieron a los ataques, pero una vez más el Cisneros capaz de hacer lo peor y lo mejor en poco tiempo, demostró que, esta vez, estaban en el día bueno y ganaron por un cortísimo 7-6 que rompía por segunda vez la imbatibilidad de Arquitectura en la temporada.

##### Cuadro de Competición
|  | Dieciseisavos de final    | Dieciseisavos de final | Dieciseisavos de final      |                        |    | Octavos de final                    | Octavos de final                    | Octavos de final                    |    |  | Cuartos de final                 | Cuartos de final                 | Cuartos de final                 |    |  | Semifinales                     | Semifinales                     | Semifinales                     |  |  | Final              | Final              |  |
|  | 14 de febrero de 1982     | 14 de febrero de 1982  | 14 de febrero de 1982       |                        |    | 28 de febrero y 14 de marzo de 1982 | 28 de febrero y 14 de marzo de 1982 | 28 de febrero y 14 de marzo de 1982 |    |  | 21 de marzo y 4 de abril de 1982 | 21 de marzo y 4 de abril de 1982 | 21 de marzo y 4 de abril de 1982 |    |  | 18 de abril y 2 de mayo de 1982 | 18 de abril y 2 de mayo de 1982 | 18 de abril y 2 de mayo de 1982 |  |  | 15 de mayo de 1982 | 15 de mayo de 1982 |  |
|  |                           |                        |                             |                        |    |                                     |                                     |                                     |    |  |                                  |                                  |                                  |    |  |                                 |                                 |                                 |  |  |                    |                    |  |
|  |                           |                        |                             |                        |    |                                     |                                     |                                     |    |  |                                  |                                  |                                  |    |  |                                 |                                 |                                 |  |  |                    |                    |  |
|  | Valencia Rugby Club       | 31                     |                             |                        |    |                                     |                                     |                                     |    |  |                                  |                                  |                                  |    |  |                                 |                                 |                                 |  |  |                    |                    |  |
|  | Valencia Rugby Club       | 31                     |                             |                        |    |                                     |                                     |                                     |    |  |                                  |                                  |                                  |    |  |                                 |                                 |                                 |  |  |                    |                    |  |
|  | Olímpico Rugby Club       | 6                      |                             |                        |    |                                     |                                     |                                     |    |  |                                  |                                  |                                  |    |  |                                 |                                 |                                 |  |  |                    |                    |  |
|  | Olímpico Rugby Club       | 6                      |                             | Valencia Rugby Club    | 27 | 19                                  |                                     |                                     |    |  |                                  |                                  |                                  |    |  |                                 |                                 |                                 |  |  |                    |                    |  |
|  |                           |                        |                             | Valencia Rugby Club    | 27 | 19                                  |                                     |                                     |    |  |                                  |                                  |                                  |    |  |                                 |                                 |                                 |  |  |                    |                    |  |
|  |                           |                        | Club Atlético San Sebastián | 6                      | 21 |                                     |                                     |                                     |    |  |                                  |                                  |                                  |    |  |                                 |                                 |                                 |  |  |                    |                    |  |
|  | Atlético San Sebastián    |                        | Club Atlético San Sebastián | 6                      | 21 |                                     |                                     |                                     |    |  |                                  |                                  |                                  |    |  |                                 |                                 |                                 |  |  |                    |                    |  |
|  |                           |                        |                             |                        |    |                                     |                                     |                                     |    |  |                                  |                                  |                                  |    |  |                                 |                                 |                                 |  |  |                    |                    |  |
|  | Subcampeón Grupo Norte    |                        |                             |                        |    |                                     |                                     |                                     |    |  |                                  |                                  |                                  |    |  |                                 |                                 |                                 |  |  |                    |                    |  |
|  |                           |                        |                             |                        |    |                                     | Valencia Rugby Club                 | 16                                  | 20 |  |                                  |                                  |                                  |    |  |                                 |                                 |                                 |  |  |                    |                    |  |
|  |                           |                        |                             |                        |    |                                     |                                     |                                     | 20 |  |                                  |                                  |                                  |    |  |                                 |                                 |                                 |  |  |                    |                    |  |
|  |                           |                        | Canoe Natación Club         | 3                      | 9  |                                     |                                     |                                     |    |  |                                  |                                  |                                  |    |  |                                 |                                 |                                 |  |  |                    |                    |  |
|  | Zaharrean Rugby Taldea    | 15                     | Canoe Natación Club         | 3                      | 9  |                                     |                                     |                                     |    |  |                                  |                                  |                                  |    |  |                                 |                                 |                                 |  |  |                    |                    |  |
|  | Zaharrean Rugby Taldea    | 15                     |                             |                        |    |                                     |                                     |                                     |    |  |                                  |                                  |                                  |    |  |                                 |                                 |                                 |  |  |                    |                    |  |
|  | CDU Valladolid            | 6                      |                             |                        |    |                                     |                                     |                                     |    |  |                                  |                                  |                                  |    |  |                                 |                                 |                                 |  |  |                    |                    |  |
|  | CDU Valladolid            | 6                      |                             | Zaharrean Rugby Taldea | 0  | 9                                   |                                     |                                     |    |  |                                  |                                  |                                  |    |  |                                 |                                 |                                 |  |  |                    |                    |  |
|  |                           |                        |                             | Zaharrean Rugby Taldea | 0  | 9                                   |                                     |                                     |    |  |                                  |                                  |                                  |    |  |                                 |                                 |                                 |  |  |                    |                    |  |
|  |                           |                        | Canoe Natación Club         | 21                     | 37 |                                     |                                     |                                     |    |  |                                  |                                  |                                  |    |  |                                 |                                 |                                 |  |  |                    |                    |  |
|  | Canoe Natación Club       |                        | Canoe Natación Club         | 21                     | 37 |                                     |                                     |                                     |    |  |                                  |                                  |                                  |    |  |                                 |                                 |                                 |  |  |                    |                    |  |
|  |                           |                        |                             |                        |    |                                     |                                     |                                     |    |  |                                  |                                  |                                  |    |  |                                 |                                 |                                 |  |  |                    |                    |  |
|  | Subcampeón Grupo Centro   |                        |                             |                        |    |                                     |                                     |                                     |    |  |                                  |                                  |                                  |    |  |                                 |                                 |                                 |  |  |                    |                    |  |
|  |                           |                        |                             |                        |    |                                     |                                     |                                     |    |  |                                  | Valencia Rugby Club              | 3                                | 12 |  |                                 |                                 |                                 |  |  |                    |                    |  |
|  |                           |                        |                             |                        |    |                                     |                                     |                                     |    |  |                                  |                                  |                                  | 12 |  |                                 |                                 |                                 |  |  |                    |                    |  |
|  |                           |                        | CD Arquitectura Madrid      | 6                      | 24 |                                     |                                     |                                     |    |  |                                  |                                  |                                  |    |  |                                 |                                 |                                 |  |  |                    |                    |  |
|  |                           |                        | CD Arquitectura Madrid      | 6                      | 24 |                                     |                                     |                                     |    |  |                                  |                                  |                                  |    |  |                                 |                                 |                                 |  |  |                    |                    |  |
|  |                           |                        |                             |                        |    |                                     |                                     |                                     |    |  |                                  |                                  |                                  |    |  |                                 |                                 |                                 |  |  |                    |                    |  |
|  |                           |                        |                             |                        |    |                                     |                                     |                                     |    |  |                                  |                                  |                                  |    |  |                                 |                                 |                                 |  |  |                    |                    |  |
|  |                           | CD Arquitectura Madrid |                             |                        |    |                                     |                                     |                                     |    |  |                                  |                                  |                                  |    |  |                                 |                                 |                                 |  |  |                    |                    |  |
|  |                           |                        |                             |                        |    |                                     |                                     |                                     |    |  |                                  |                                  |                                  |    |  |                                 |                                 |                                 |  |  |                    |                    |  |
|  |                           |                        | Campeón Grupo Centro        |                        |    |                                     |                                     |                                     |    |  |                                  |                                  |                                  |    |  |                                 |                                 |                                 |  |  |                    |                    |  |
|  |                           |                        |                             |                        |    |                                     |                                     |                                     |    |  |                                  |                                  |                                  |    |  |                                 |                                 |                                 |  |  |                    |                    |  |
|  |                           |                        |                             |                        |    |                                     |                                     |                                     |    |  |                                  |                                  |                                  |    |  |                                 |                                 |                                 |  |  |                    |                    |  |
|  |                           |                        |                             |                        |    |                                     |                                     |                                     |    |  |                                  |                                  |                                  |    |  |                                 |                                 |                                 |  |  |                    |                    |  |
|  |                           |                        |                             |                        |    |                                     | CD Arquitectura Madrid              | 40                                  | 12 |  |                                  |                                  |                                  |    |  |                                 |                                 |                                 |  |  |                    |                    |  |
|  |                           |                        |                             |                        |    |                                     |                                     |                                     | 12 |  |                                  |                                  |                                  |    |  |                                 |                                 |                                 |  |  |                    |                    |  |
|  |                           |                        | Ciencias de Sevilla         | 4                      | 12 |                                     |                                     |                                     |    |  |                                  |                                  |                                  |    |  |                                 |                                 |                                 |  |  |                    |                    |  |
|  |                           |                        | Ciencias de Sevilla         | 4                      | 12 |                                     |                                     |                                     |    |  |                                  |                                  |                                  |    |  |                                 |                                 |                                 |  |  |                    |                    |  |
|  |                           |                        |                             |                        |    |                                     |                                     |                                     |    |  |                                  |                                  |                                  |    |  |                                 |                                 |                                 |  |  |                    |                    |  |
|  |                           |                        |                             |                        |    |                                     |                                     |                                     |    |  |                                  |                                  |                                  |    |  |                                 |                                 |                                 |  |  |                    |                    |  |
|  |                           | CR Ciencias de Sevilla |                             |                        |    |                                     |                                     |                                     |    |  |                                  |                                  |                                  |    |  |                                 |                                 |                                 |  |  |                    |                    |  |
|  |                           |                        |                             |                        |    |                                     |                                     |                                     |    |  |                                  |                                  |                                  |    |  |                                 |                                 |                                 |  |  |                    |                    |  |
|  |                           |                        | Campeón Grupo Sur           |                        |    |                                     |                                     |                                     |    |  |                                  |                                  |                                  |    |  |                                 |                                 |                                 |  |  |                    |                    |  |
|  |                           |                        |                             |                        |    |                                     |                                     |                                     |    |  |                                  |                                  |                                  |    |  |                                 |                                 |                                 |  |  |                    |                    |  |
|  |                           |                        |                             |                        |    |                                     |                                     |                                     |    |  |                                  |                                  |                                  |    |  |                                 |                                 |                                 |  |  |                    |                    |  |
|  |                           |                        |                             |                        |    |                                     |                                     |                                     |    |  |                                  |                                  |                                  |    |  |                                 |                                 |                                 |  |  |                    |                    |  |
|  |                           |                        |                             |                        |    |                                     |                                     |                                     |    |  |                                  |                                  |                                  |    |  |                                 | CD Arquitectura Madrid          | 6                               |  |  |                    |                    |  |
|  |                           |                        |                             |                        |    |                                     |                                     |                                     |    |  |                                  |                                  |                                  |    |  |                                 |                                 |                                 |  |  |                    |                    |  |
|  |                           |                        | Colegio Mayor Cisneros      | 7                      |    |                                     |                                     |                                     |    |  |                                  |                                  |                                  |    |  |                                 |                                 |                                 |  |  |                    |                    |  |
|  | Rugby Club Cornellà       | 4                      | Colegio Mayor Cisneros      | 7                      |    |                                     |                                     |                                     |    |  |                                  |                                  |                                  |    |  |                                 |                                 |                                 |  |  |                    |                    |  |
|  | Rugby Club Cornellà       | 4                      |                             |                        |    |                                     |                                     |                                     |    |  |                                  |                                  |                                  |    |  |                                 |                                 |                                 |  |  |                    |                    |  |
|  | Colegio Mayor Cisneros    | 14                     |                             |                        |    |                                     |                                     |                                     |    |  |                                  |                                  |                                  |    |  |                                 |                                 |                                 |  |  |                    |                    |  |
|  | Colegio Mayor Cisneros    | 14                     |                             | Colegio Mayor Cisneros | 76 | 58                                  |                                     |                                     |    |  |                                  |                                  |                                  |    |  |                                 |                                 |                                 |  |  |                    |                    |  |
|  |                           |                        |                             | Colegio Mayor Cisneros | 76 | 58                                  |                                     |                                     |    |  |                                  |                                  |                                  |    |  |                                 |                                 |                                 |  |  |                    |                    |  |
|  |                           |                        | CAR Sevilla                 | 12                     | 11 |                                     |                                     |                                     |    |  |                                  |                                  |                                  |    |  |                                 |                                 |                                 |  |  |                    |                    |  |
|  | CAR Sevilla               |                        | CAR Sevilla                 | 12                     | 11 |                                     |                                     |                                     |    |  |                                  |                                  |                                  |    |  |                                 |                                 |                                 |  |  |                    |                    |  |
|  |                           |                        |                             |                        |    |                                     |                                     |                                     |    |  |                                  |                                  |                                  |    |  |                                 |                                 |                                 |  |  |                    |                    |  |
|  | Subcampeón Grupo Sur      |                        |                             |                        |    |                                     |                                     |                                     |    |  |                                  |                                  |                                  |    |  |                                 |                                 |                                 |  |  |                    |                    |  |
|  |                           |                        |                             |                        |    |                                     | Colegio Mayor Cisneros              | 30                                  | 16 |  |                                  |                                  |                                  |    |  |                                 |                                 |                                 |  |  |                    |                    |  |
|  |                           |                        |                             |                        |    |                                     |                                     |                                     | 16 |  |                                  |                                  |                                  |    |  |                                 |                                 |                                 |  |  |                    |                    |  |
|  |                           |                        | Unió Esportiva Santboiana   | 31                     | 9  |                                     |                                     |                                     |    |  |                                  |                                  |                                  |    |  |                                 |                                 |                                 |  |  |                    |                    |  |
|  | Getxo Rugby Taldea        | 14                     | Unió Esportiva Santboiana   | 31                     | 9  |                                     |                                     |                                     |    |  |                                  |                                  |                                  |    |  |                                 |                                 |                                 |  |  |                    |                    |  |
|  | Getxo Rugby Taldea        | 14                     |                             |                        |    |                                     |                                     |                                     |    |  |                                  |                                  |                                  |    |  |                                 |                                 |                                 |  |  |                    |                    |  |
|  | Club Natació Montjuïc     | 10                     |                             |                        |    |                                     |                                     |                                     |    |  |                                  |                                  |                                  |    |  |                                 |                                 |                                 |  |  |                    |                    |  |
|  | Club Natació Montjuïc     | 10                     |                             | Getxo Rugby Taldea     | 20 | 13                                  |                                     |                                     |    |  |                                  |                                  |                                  |    |  |                                 |                                 |                                 |  |  |                    |                    |  |
|  |                           |                        |                             | Getxo Rugby Taldea     | 20 | 13                                  |                                     |                                     |    |  |                                  |                                  |                                  |    |  |                                 |                                 |                                 |  |  |                    |                    |  |
|  |                           |                        | Unió Esportiva Santboiana   | 26                     | 32 |                                     |                                     |                                     |    |  |                                  |                                  |                                  |    |  |                                 |                                 |                                 |  |  |                    |                    |  |
|  | Unió Esportiva Santboiana |                        | Unió Esportiva Santboiana   | 26                     | 32 |                                     |                                     |                                     |    |  |                                  |                                  |                                  |    |  |                                 |                                 |                                 |  |  |                    |                    |  |
|  |                           |                        |                             |                        |    |                                     |                                     |                                     |    |  |                                  |                                  |                                  |    |  |                                 |                                 |                                 |  |  |                    |                    |  |
|  | Subcampeón Grupo Levante  |                        |                             |                        |    |                                     |                                     |                                     |    |  |                                  |                                  |                                  |    |  |                                 |                                 |                                 |  |  |                    |                    |  |
|  |                           |                        |                             |                        |    |                                     |                                     |                                     |    |  |                                  | Colegio Mayor Cisneros           | 3                                | 13 |  |                                 |                                 |                                 |  |  |                    |                    |  |
|  |                           |                        |                             |                        |    |                                     |                                     |                                     |    |  |                                  |                                  |                                  | 13 |  |                                 |                                 |                                 |  |  |                    |                    |  |
|  |                           |                        | Fútbol Club Barcelona       | 0                      | 10 |                                     |                                     |                                     |    |  |                                  |                                  |                                  |    |  |                                 |                                 |                                 |  |  |                    |                    |  |
|  |                           |                        | Fútbol Club Barcelona       | 0                      | 10 |                                     |                                     |                                     |    |  |                                  |                                  |                                  |    |  |                                 |                                 |                                 |  |  |                    |                    |  |
|  |                           |                        |                             |                        |    |                                     |                                     |                                     |    |  |                                  |                                  |                                  |    |  |                                 |                                 |                                 |  |  |                    |                    |  |
|  |                           |                        |                             |                        |    |                                     |                                     |                                     |    |  |                                  |                                  |                                  |    |  |                                 |                                 |                                 |  |  |                    |                    |  |
|  |                           | Futbol Club Barcelona  |                             |                        |    |                                     |                                     |                                     |    |  |                                  |                                  |                                  |    |  |                                 |                                 |                                 |  |  |                    |                    |  |
|  |                           |                        |                             |                        |    |                                     |                                     |                                     |    |  |                                  |                                  |                                  |    |  |                                 |                                 |                                 |  |  |                    |                    |  |
|  |                           |                        | Campeón Grupo Levante       |                        |    |                                     |                                     |                                     |    |  |                                  |                                  |                                  |    |  |                                 |                                 |                                 |  |  |                    |                    |  |
|  |                           |                        |                             |                        |    |                                     |                                     |                                     |    |  |                                  |                                  |                                  |    |  |                                 |                                 |                                 |  |  |                    |                    |  |
|  |                           |                        |                             |                        |    |                                     |                                     |                                     |    |  |                                  |                                  |                                  |    |  |                                 |                                 |                                 |  |  |                    |                    |  |
|  |                           |                        |                             |                        |    |                                     |                                     |                                     |    |  |                                  |                                  |                                  |    |  |                                 |                                 |                                 |  |  |                    |                    |  |
|  |                           |                        |                             |                        |    |                                     | Fútbol Club Barcelona               | 12                                  | 16 |  |                                  |                                  |                                  |    |  |                                 |                                 |                                 |  |  |                    |                    |  |
|  |                           |                        |                             |                        |    |                                     |                                     |                                     | 16 |  |                                  |                                  |                                  |    |  |                                 |                                 |                                 |  |  |                    |                    |  |
|  |                           |                        | Hernani Club de Rugby       | 16                     | 3  |                                     |                                     |                                     |    |  |                                  |                                  |                                  |    |  |                                 |                                 |                                 |  |  |                    |                    |  |
|  |                           |                        | Hernani Club de Rugby       | 16                     | 3  |                                     |                                     |                                     |    |  |                                  |                                  |                                  |    |  |                                 |                                 |                                 |  |  |                    |                    |  |
|  |                           |                        |                             |                        |    |                                     |                                     |                                     |    |  |                                  |                                  |                                  |    |  |                                 |                                 |                                 |  |  |                    |                    |  |
|  |                           |                        |                             |                        |    |                                     |                                     |                                     |    |  |                                  |                                  |                                  |    |  |                                 |                                 |                                 |  |  |                    |                    |  |
|  |                           | Hernani Club de Rugby  |                             |                        |    |                                     |                                     |                                     |    |  |                                  |                                  |                                  |    |  |                                 |                                 |                                 |  |  |                    |                    |  |
|  |                           |                        |                             |                        |    |                                     |                                     |                                     |    |  |                                  |                                  |                                  |    |  |                                 |                                 |                                 |  |  |                    |                    |  |
|  |                           |                        | Campeón Grupo Norte         |                        |    |                                     |                                     |                                     |    |  |                                  |                                  |                                  |    |  |                                 |                                 |                                 |  |  |                    |                    |  |
|  |                           |                        |                             |                        |    |                                     |                                     |                                     |    |  |                                  |                                  |                                  |    |  |                                 |                                 |                                 |  |  |                    |                    |  |
|  |                           |                        |                             |                        |    |                                     |                                     |                                     |    |  |                                  |                                  |                                  |    |  |                                 |                                 |                                 |  |  |                    |                    |  |
|  |                           |                        |                             |                        |    |                                     |                                     |                                     |    |  |                                  |                                  |                                  |    |  |                                 |                                 |                                 |  |  |                    |                    |  |
|  |                           |                        |                             |                        |    |                                     |                                     |                                     |    |  |                                  |                                  |                                  |    |  |                                 |                                 |                                 |  |  |                    |                    |  |
|  |                           |                        |                             |                        |    |                                     |                                     |                                     |    |  |                                  |                                  |                                  |    |  |                                 |                                 |                                 |  |  |                    |                    |  |

| Copa del Rey (rugby union)     |
| Campeón Colegio Mayor Cisneros |
| 4.º título                     |

### XXVIº Campeonato de España 2.ª Categoría (Copa F.E.R)
Aun siendo un campeonato más abierto que la Copa del Rey, los madrileños y catalanes eran de nuevo los favoritos. Por ello, en cuartos de final no hubo sorpresas, aunque al El Salvador pasó a cuartos por un solo punto frente al Sporting (10-11), al igual que los zaragozanos del Veterinaria contra los navarros del CRUN (4-3). Los de Madrid (Arquitectura y Teca) y los catalanes (BUC y Santboiana) salvaron la eliminatoria, con algunos problemas para los de Sant Boi contra el Tatami de Valencia.

De nuevo en cuartos los equipos madrileños fueron superiores a sus rivales, especialmente el Teca que hizo un global de 70-17 frente al Granada. Arquitectura ganó también sus dos partidos contra el BUC. La eliminatoria entre Munguía y Salvador se resolvió por un solo punto, los vascos ganaron en casa por 19-6, y los pucelanos les devolvieron el resultado, pero con un punto en contra más, 19-7, quedando eliminados. La sorpresa la dio el Veterinaria, que aún perdiendo en casa por 8-9 contra la Santboiana, en el partido de vuelta logró ganar por 16-10 y pasar la eliminatoria.

De nuevo los zaragozanos dieron la campanada en semifinales al ganar al Teca, primero en Madrid por 17-10 y cerrar el resultado en casa ganando por 6-4 y plantarse en la final. Arquitectura no tuvo problemas para eliminar al Munguía.

Los aragoneses en su segunda final tres años después, no pudieron completar la sorpresa y cayeron frente a la Escuela por 21-0. Para Arquitectura se abría una posibilidad inédita en el rugby español: habiendo ganado la liga y la Copa FER, y estando clasificados para la final de la Copa del Rey, podrían ser el primer club de España que lograba un triplete. Su derrota frente al Cisneros desbarató este récord.
| Fase Previa                                      | Fase Previa              | Fase Previa | Fase Previa              |
| Ciudad                                           | Local                    | Resultado   | Visitante                |
| ------------------------------------------------ | ------------------------ | ----------- | ------------------------ |
| 21 de febrero de 1982                            |                          |             |                          |
| Sevilla                                          | Sevilla Futbol Club      | 12-25       | Universitario Granada    |
| Gijón                                            | Pipol's Rugby Club       | 6-3         | Independiente Rugby Club |
| 28 de febrero de 1982                            |                          |             |                          |
| Granada                                          | Universitario Granada    | 13-16       | Sevilla Futbol Club      |
| Santander                                        | Independiente Rugby Club | 18-0        | Pipol's Rugby Club       |
| Clasificados:                                    |                          |             |                          |
| Universitario Granada e Independiente Rugby Club |                          |             |                          |

#### Cuadro Competición
|  | Octavos de final          | Octavos de final   | Octavos de final            |                           |    | Cuartos de final         | Cuartos de final         | Cuartos de final         |                   |    | Semifinales             | Semifinales             | Semifinales             |                   |    | Final             | Final             |  |
|  | 7 de marzo de 1982        | 7 de marzo de 1982 | 7 de marzo de 1982          |                           |    | 14 y 21 de marzo de 1982 | 14 y 21 de marzo de 1982 | 14 y 21 de marzo de 1982 |                   |    | 4 y 18 de abril de 1982 | 4 y 18 de abril de 1982 | 4 y 18 de abril de 1982 |                   |    | 2 de mayo de 1982 | 2 de mayo de 1982 |  |
|  |                           |                    |                             |                           |    |                          |                          |                          |                   |    |                         |                         |                         |                   |    |                   |                   |  |
|  |                           |                    |                             |                           |    |                          |                          |                          |                   |    |                         |                         |                         |                   |    |                   |                   |  |
|  | B.U.C.                    | 13                 |                             |                           |    |                          |                          |                          |                   |    |                         |                         |                         |                   |    |                   |                   |  |
|  | B.U.C.                    | 13                 |                             |                           |    |                          |                          |                          |                   |    |                         |                         |                         |                   |    |                   |                   |  |
|  | C.R. San Roque            | 6                  |                             |                           |    |                          |                          |                          |                   |    |                         |                         |                         |                   |    |                   |                   |  |
|  | C.R. San Roque            | 6                  |                             | B.U.C.                    | 3  | 14                       |                          |                          |                   |    |                         |                         |                         |                   |    |                   |                   |  |
|  |                           |                    |                             | B.U.C.                    | 3  | 14                       |                          |                          |                   |    |                         |                         |                         |                   |    |                   |                   |  |
|  |                           |                    | CD Arquitectura B           | 6                         | 31 |                          |                          |                          |                   |    |                         |                         |                         |                   |    |                   |                   |  |
|  | Medicina Badajoz          | 7                  | CD Arquitectura B           | 6                         | 31 |                          |                          |                          |                   |    |                         |                         |                         |                   |    |                   |                   |  |
|  | Medicina Badajoz          | 7                  |                             |                           |    |                          |                          |                          |                   |    |                         |                         |                         |                   |    |                   |                   |  |
|  | CD Arquitectura B         | 31                 |                             |                           |    |                          |                          |                          |                   |    |                         |                         |                         |                   |    |                   |                   |  |
|  | CD Arquitectura B         | 31                 |                             |                           |    |                          |                          |                          | CD Arquitectura B | 48 | 19                      |                         |                         |                   |    |                   |                   |  |
|  |                           |                    |                             |                           |    |                          |                          |                          | CD Arquitectura B | 48 | 19                      |                         |                         |                   |    |                   |                   |  |
|  |                           |                    | Munguía Rugby Taldea        | 11                        | 0  |                          |                          |                          |                   |    |                         |                         |                         |                   |    |                   |                   |  |
|  | Munguía Rugby Taldea      | 14                 | Munguía Rugby Taldea        | 11                        | 0  |                          |                          |                          |                   |    |                         |                         |                         |                   |    |                   |                   |  |
|  | Munguía Rugby Taldea      | 14                 |                             |                           |    |                          |                          |                          |                   |    |                         |                         |                         |                   |    |                   |                   |  |
|  | Independiente Rugby Club  | 0                  |                             |                           |    |                          |                          |                          |                   |    |                         |                         |                         |                   |    |                   |                   |  |
|  | Independiente Rugby Club  | 0                  |                             | Munguía Rugby Taldea      | 19 | 7                        |                          |                          |                   |    |                         |                         |                         |                   |    |                   |                   |  |
|  |                           |                    |                             | Munguía Rugby Taldea      | 19 | 7                        |                          |                          |                   |    |                         |                         |                         |                   |    |                   |                   |  |
|  |                           |                    | El Salvador                 | 6                         | 19 |                          |                          |                          |                   |    |                         |                         |                         |                   |    |                   |                   |  |
|  | Real Sporting de Gijón    | 10                 | El Salvador                 | 6                         | 19 |                          |                          |                          |                   |    |                         |                         |                         |                   |    |                   |                   |  |
|  | Real Sporting de Gijón    | 10                 |                             |                           |    |                          |                          |                          |                   |    |                         |                         |                         |                   |    |                   |                   |  |
|  | El Salvador               | 11                 |                             |                           |    |                          |                          |                          |                   |    |                         |                         |                         |                   |    |                   |                   |  |
|  | El Salvador               | 11                 |                             |                           |    |                          |                          |                          |                   |    |                         |                         |                         | CD Arquitectura B | 21 |                   |                   |  |
|  |                           |                    |                             |                           |    |                          |                          |                          |                   |    |                         |                         |                         | CD Arquitectura B | 21 |                   |                   |  |
|  |                           |                    | Veterinaria Zaragoza R.C.   | 0                         |    |                          |                          |                          |                   |    |                         |                         |                         |                   |    |                   |                   |  |
|  | Universitario Granada     | 26                 | Veterinaria Zaragoza R.C.   | 0                         |    |                          |                          |                          |                   |    |                         |                         |                         |                   |    |                   |                   |  |
|  | Universitario Granada     | 26                 |                             |                           |    |                          |                          |                          |                   |    |                         |                         |                         |                   |    |                   |                   |  |
|  | Elche Rugby Club          | 6                  |                             |                           |    |                          |                          |                          |                   |    |                         |                         |                         |                   |    |                   |                   |  |
|  | Elche Rugby Club          | 6                  |                             | Universitario Granada     | 8  | 9                        |                          |                          |                   |    |                         |                         |                         |                   |    |                   |                   |  |
|  |                           |                    |                             | Universitario Granada     | 8  | 9                        |                          |                          |                   |    |                         |                         |                         |                   |    |                   |                   |  |
|  |                           |                    | Teca Rugby Club             | 20                        | 50 |                          |                          |                          |                   |    |                         |                         |                         |                   |    |                   |                   |  |
|  | Teca Rugby Club           | 19                 | Teca Rugby Club             | 20                        | 50 |                          |                          |                          |                   |    |                         |                         |                         |                   |    |                   |                   |  |
|  | Teca Rugby Club           | 19                 |                             |                           |    |                          |                          |                          |                   |    |                         |                         |                         |                   |    |                   |                   |  |
|  | Club Deportivo San José   | 9                  |                             |                           |    |                          |                          |                          |                   |    |                         |                         |                         |                   |    |                   |                   |  |
|  | Club Deportivo San José   | 9                  |                             |                           |    |                          |                          |                          | Teca Rugby Club   | 10 | 4                       |                         |                         |                   |    |                   |                   |  |
|  |                           |                    |                             |                           |    |                          |                          |                          | Teca Rugby Club   | 10 | 4                       |                         |                         |                   |    |                   |                   |  |
|  |                           |                    | Veterinaria Zaragoza R.C.   | 17                        | 6  |                          |                          |                          |                   |    |                         |                         |                         |                   |    |                   |                   |  |
|  | Veterinaria Zaragoza R.C. | 4                  | Veterinaria Zaragoza R.C.   | 17                        | 6  |                          |                          |                          |                   |    |                         |                         |                         |                   |    |                   |                   |  |
|  | Veterinaria Zaragoza R.C. | 4                  |                             |                           |    |                          |                          |                          |                   |    |                         |                         |                         |                   |    |                   |                   |  |
|  | C.R.U. Navarra            | 3                  |                             |                           |    |                          |                          |                          |                   |    |                         |                         |                         |                   |    |                   |                   |  |
|  | C.R.U. Navarra            | 3                  |                             | Veterinaria Zaragoza R.C. | 8  | 16                       |                          |                          |                   |    |                         |                         |                         |                   |    |                   |                   |  |
|  |                           |                    |                             | Veterinaria Zaragoza R.C. | 8  | 16                       |                          |                          |                   |    |                         |                         |                         |                   |    |                   |                   |  |
|  |                           |                    | Unió Esportiva Santboiana B | 9                         | 10 |                          |                          |                          |                   |    |                         |                         |                         |                   |    |                   |                   |  |
|  | U.E. Santboiana B         | 6                  | Unió Esportiva Santboiana B | 9                         | 10 |                          |                          |                          |                   |    |                         |                         |                         |                   |    |                   |                   |  |
|  | U.E. Santboiana B         | 6                  |                             |                           |    |                          |                          |                          |                   |    |                         |                         |                         |                   |    |                   |                   |  |
|  | Tatami Rugby Club         | 3                  |                             |                           |    |                          |                          |                          |                   |    |                         |                         |                         |                   |    |                   |                   |  |
|  | Tatami Rugby Club         | 3                  |                             |                           |    |                          |                          |                          |                   |    |                         |                         |                         |                   |    |                   |                   |  |
|  |                           |                    |                             |                           |    |                          |                          |                          |                   |    |                         |                         |                         |                   |    |                   |                   |  |

| Campeón Club Deportivo Arquitectura |
| 1er título                          |

### IXº Campeonato Nacional de Liga 2.ª División
Como la temporada anterior no se declaró oficialmente ningún campeón en la categoría.
Grupo Norte: Desciende directamente el Universitario y el Ordizia deberá disputar la promoción. Por la plaza de ascenso, el campeón del grupo I, el Munguía, vence a los segundos de Asturias, el Pipol's de Gijón y se convierte en equipo de 1.ª. El Bilbao RC obtiene la plaza de promoción ganando al Sporting. Sin embargo, en la promoción los guipuzcoanos del Ordizia consiguen superar en el global a los de Vizcaya y ambos clubes permanecen en sus categorías respectivas.
Grupo Centro: Descenso directo del Karmen y el Lourdes debe promocionar. El Salvador obtiene el ascenso directo ganando al Teca en su eliminatoria, mientras el Acantos pasa a disputar la promoción al eliminar al San José. En la promoción el equipo madrileño de 2.ª, supera a los pucelanos y se produce el segundo ascenso del grupo: Acantos a 1.ª y Lourdes baja a 2.ª.
Grupo Levante: En este grupo los dos últimos, Natació y G.E.i.E.G descienden directamente. Para el ascenso se cruzan primeros y segundos de los grupos III (Cataluña) y IV (Valencia). El B.U.C. de Barcelona y el Tatami de Valencia son los vencedores de las eliminatorias y se convierten en nuevos clubs de 1.ª división.
Grupo Sur: Este grupo se restructurará de nuevo y no hay fase de ascenso.

#### Ascenso a 1.º División Nacional
| Fecha                                                         | Ciudad                 | Local                      | Resultado | Visitante                  |
| ------------------------------------------------------------- | ---------------------- | -------------------------- | --------- | -------------------------- |
| Grupo Norte                                                   |                        |                            |           |                            |
| 4 de abril de 1982                                            | Bilbao                 | Bilbao Rugby Club          | 22-10     | Real Sporting de Gijón     |
| 18 de abril de 1982                                           | Gijón                  | Real Sporting de Gijón     | 14-13     | Bilbao Rugby Club          |
| Promociona: Bilbao Rugby Club                                 |                        |                            |           |                            |
| 4 de abril de 1982                                            | Munguía                | Munguía Rugby Taldea       | 18-3      | Pipol's Rugby Club         |
| 18 de abril de 1982                                           | Gijón                  | Pipol's Rugby Club         | 13-7      | Munguía Rugby Taldea       |
| Asciende: Munguía Rugby Taldea                                |                        |                            |           |                            |
| Promoción Grupo Norte                                         |                        |                            |           |                            |
| 4 de abril de 1982                                            | Villafranca de Ordizia | Ordizia Rugby Elkartea     | 20-8      | Bilbao Rugby Club          |
| 18 de abril de 1982                                           | Bilbao                 | Bilbao Rugby Club          | 13-7      | Ordizia Rugby Elkartea     |
| Ambos clubs permanecen en sus categorías                      |                        |                            |           |                            |
|                                                               |                        |                            |           |                            |
| Grupo Centro                                                  |                        |                            |           |                            |
| 2 de mayo de 1982                                             | Valladolid             | CD San José                | 15-15     | CD Acantos                 |
| 9 de mayo de 1982                                             | Madrid                 | CD Acantos                 | 14-10     | CD San José                |
| Promociona: CD Acantos                                        |                        |                            |           |                            |
| 2 de mayo de 1982                                             | Madrid                 | Teca Rugby Club            | 25-9      | El Salvador                |
| 9 de mayo de 1982                                             | Valladolid             | El Salvador                | 31-12     | Teca Rugby Club            |
| Asciende: El Salvador                                         |                        |                            |           |                            |
| Promoción Grupo Centro                                        |                        |                            |           |                            |
| 16 de mayo de 1982                                            | Valladolid             | CD Lourdes                 | 24-18     | CD Acantos                 |
| 24 de mayo de 1982                                            | Madrid                 | CD Acantos                 | 37-12     | CD Lourdes                 |
| CD Acantos asciende a 1.ª Div, CD Lourdes desciende a 2.ª Div |                        |                            |           |                            |
|                                                               |                        |                            |           |                            |
| Grupo Levante                                                 |                        |                            |           |                            |
| 4 de abril de 1982                                            | Valencia               | San Roque Rugby Club       | 3-12      | B.U.C.                     |
| 18 de abril de 1982                                           | Barcelona              | B.U.C.                     | 68-0      | San Roque Rugby Club       |
| Asciende: Barcelona Universitari Club                         |                        |                            |           |                            |
| 18 de abril de 1982                                           | Valencia               | Tatami Rugby Club          | 10-0      | Club Esportiu Universitari |
| 25 de abril de 1982                                           | Barcelona              | Club Esportiu Universitari | 12-9      | Tatami Rugby Club          |
| Asciende: Tatami Rugby Club                                   |                        |                            |           |                            |

### XIXº Campeonato de España Juvenil
Los campeones de Madrid (Canoe), Cataluña (Santboiana) y Vizcaya (Getxo) pasan directamente a cuartos. En octavos se produce la primera sorpresa con la eliminación del Arquitectura por parte de El Salvador. En cuartos, sin embargo, todo transcurre según los pronósticos: Santboi elimina a Tarazona, Getxo y Canoe tienen pocos problemas para deshacerse del Económicas de Oviedo y del Chana Granada respectivamente y en el duelo más igualado, El Salvador vuelve a salir adelante, eliminando a Cornellá.

En semifinales, aunque sin tanta sorpresa, ambos favoritos caen. Santboiana pierde sus dos partidos con el Getxo y Canoe que solo perdió por 3 puntos en Valladolid, no pudo superar a los pucelanos en Madrid por más de 1 punto y cayó eliminado.

Repetía final El Salvador y los de Getxo debutaban. Los de Valladolid no dejaron pasar la oportunidad y se proclamaron campeones por tercera vez, reverdeciendo los títulos de los años 60 (1966, 1969).
| Fase Previa        | Fase Previa          | Fase Previa | Fase Previa           |
| Ciudad             | Local                | Resultado   | Visitante             |
| ------------------ | -------------------- | ----------- | --------------------- |
| 7 de marzo de 1982 |                      |             |                       |
| Hernani            | Gernika Rugby Taldea | 4-12        | Seminario de Tarazona |
| Madrid             | Chana Granada        | 49-3        | Ures-78 Elche         |

#### Cuadro Competición
|  | Octavos de final          | Octavos de final          | Octavos de final      |                     |    | Cuartos de final                  | Cuartos de final                  | Cuartos de final                  |                           |    | Semifinales                     | Semifinales                     | Semifinales                     |                    |   | Final             | Final             |  |
|  | 14 de marzo de 1982       | 14 de marzo de 1982       | 14 de marzo de 1982   |                     |    | 28 de marzo y 18 de abril de 1982 | 28 de marzo y 18 de abril de 1982 | 28 de marzo y 18 de abril de 1982 |                           |    | 25 de abril y 2 de mayo de 1982 | 25 de abril y 2 de mayo de 1982 | 25 de abril y 2 de mayo de 1982 |                    |   | 9 de mayo de 1982 | 9 de mayo de 1982 |  |
|  |                           |                           |                       |                     |    |                                   |                                   |                                   |                           |    |                                 |                                 |                                 |                    |   |                   |                   |  |
|  |                           |                           |                       |                     |    |                                   |                                   |                                   |                           |    |                                 |                                 |                                 |                    |   |                   |                   |  |
|  | Unió Esportiva Santboiana |                           |                       |                     |    |                                   |                                   |                                   |                           |    |                                 |                                 |                                 |                    |   |                   |                   |  |
|  |                           |                           |                       |                     |    |                                   |                                   |                                   |                           |    |                                 |                                 |                                 |                    |   |                   |                   |  |
|  | Exento (Campeón Cataluña) |                           |                       |                     |    |                                   |                                   |                                   |                           |    |                                 |                                 |                                 |                    |   |                   |                   |  |
|  |                           | Unió Esportiva Santboiana | 46                    | 37                  |    |                                   |                                   |                                   |                           |    |                                 |                                 |                                 |                    |   |                   |                   |  |
|  |                           |                           |                       | 37                  |    |                                   |                                   |                                   |                           |    |                                 |                                 |                                 |                    |   |                   |                   |  |
|  |                           |                           | Seminario de Tarazona | 3                   | 6  |                                   |                                   |                                   |                           |    |                                 |                                 |                                 |                    |   |                   |                   |  |
|  | Hernani Rugby Club        | 0                         | Seminario de Tarazona | 3                   | 6  |                                   |                                   |                                   |                           |    |                                 |                                 |                                 |                    |   |                   |                   |  |
|  | Hernani Rugby Club        | 0                         |                       |                     |    |                                   |                                   |                                   |                           |    |                                 |                                 |                                 |                    |   |                   |                   |  |
|  | Seminario de Tarazona     | 16                        |                       |                     |    |                                   |                                   |                                   |                           |    |                                 |                                 |                                 |                    |   |                   |                   |  |
|  | Seminario de Tarazona     | 16                        |                       |                     |    |                                   |                                   |                                   | Unió Esportiva Santboiana | 11 | 11                              |                                 |                                 |                    |   |                   |                   |  |
|  |                           |                           |                       |                     |    |                                   |                                   |                                   | Unió Esportiva Santboiana | 11 | 11                              |                                 |                                 |                    |   |                   |                   |  |
|  |                           |                           | Getxo Rugby Taldea    | 16                  | 21 |                                   |                                   |                                   |                           |    |                                 |                                 |                                 |                    |   |                   |                   |  |
|  | Getxo Rugby Taldea        |                           | Getxo Rugby Taldea    | 16                  | 21 |                                   |                                   |                                   |                           |    |                                 |                                 |                                 |                    |   |                   |                   |  |
|  |                           |                           |                       |                     |    |                                   |                                   |                                   |                           |    |                                 |                                 |                                 |                    |   |                   |                   |  |
|  | Exento (Campeón Vasco)    |                           |                       |                     |    |                                   |                                   |                                   |                           |    |                                 |                                 |                                 |                    |   |                   |                   |  |
|  |                           | Getxo Rugby Taldea        | 74                    | 26                  |    |                                   |                                   |                                   |                           |    |                                 |                                 |                                 |                    |   |                   |                   |  |
|  |                           |                           |                       | 26                  |    |                                   |                                   |                                   |                           |    |                                 |                                 |                                 |                    |   |                   |                   |  |
|  |                           |                           | Económicas Oviedo     | 4                   | 10 |                                   |                                   |                                   |                           |    |                                 |                                 |                                 |                    |   |                   |                   |  |
|  | Económicas Oviedo         | 12                        | Económicas Oviedo     | 4                   | 10 |                                   |                                   |                                   |                           |    |                                 |                                 |                                 |                    |   |                   |                   |  |
|  | Económicas Oviedo         | 12                        |                       |                     |    |                                   |                                   |                                   |                           |    |                                 |                                 |                                 |                    |   |                   |                   |  |
|  | Estudiantes Rugby Club    | 3                         |                       |                     |    |                                   |                                   |                                   |                           |    |                                 |                                 |                                 |                    |   |                   |                   |  |
|  | Estudiantes Rugby Club    | 3                         |                       |                     |    |                                   |                                   |                                   |                           |    |                                 |                                 |                                 | Getxo Rugby Taldea | 4 |                   |                   |  |
|  |                           |                           |                       |                     |    |                                   |                                   |                                   |                           |    |                                 |                                 |                                 | Getxo Rugby Taldea | 4 |                   |                   |  |
|  |                           |                           | El Salvador           | 12                  |    |                                   |                                   |                                   |                           |    |                                 |                                 |                                 |                    |   |                   |                   |  |
|  | Rugby Club Cornellà       | 42                        | El Salvador           | 12                  |    |                                   |                                   |                                   |                           |    |                                 |                                 |                                 |                    |   |                   |                   |  |
|  | Rugby Club Cornellà       | 42                        |                       |                     |    |                                   |                                   |                                   |                           |    |                                 |                                 |                                 |                    |   |                   |                   |  |
|  | Tatami Rugby Club         | 8                         |                       |                     |    |                                   |                                   |                                   |                           |    |                                 |                                 |                                 |                    |   |                   |                   |  |
|  | Tatami Rugby Club         | 8                         |                       | Rugby Club Cornellà | 13 | 3                                 |                                   |                                   |                           |    |                                 |                                 |                                 |                    |   |                   |                   |  |
|  |                           |                           |                       | Rugby Club Cornellà | 13 | 3                                 |                                   |                                   |                           |    |                                 |                                 |                                 |                    |   |                   |                   |  |
|  |                           |                           | El Salvador           | 16                  | 43 |                                   |                                   |                                   |                           |    |                                 |                                 |                                 |                    |   |                   |                   |  |
|  | El Salvador               | 11                        | El Salvador           | 16                  | 43 |                                   |                                   |                                   |                           |    |                                 |                                 |                                 |                    |   |                   |                   |  |
|  | El Salvador               | 11                        |                       |                     |    |                                   |                                   |                                   |                           |    |                                 |                                 |                                 |                    |   |                   |                   |  |
|  | CD Arquitectura           | 0                         |                       |                     |    |                                   |                                   |                                   |                           |    |                                 |                                 |                                 |                    |   |                   |                   |  |
|  | CD Arquitectura           | 0                         |                       |                     |    |                                   |                                   |                                   | El Salvador               | 9  | 10                              |                                 |                                 |                    |   |                   |                   |  |
|  |                           |                           |                       |                     |    |                                   |                                   |                                   | El Salvador               | 9  | 10                              |                                 |                                 |                    |   |                   |                   |  |
|  |                           |                           | Canoe Natación Club   | 6                   | 11 |                                   |                                   |                                   |                           |    |                                 |                                 |                                 |                    |   |                   |                   |  |
|  | Canoe Natación Club       |                           | Canoe Natación Club   | 6                   | 11 |                                   |                                   |                                   |                           |    |                                 |                                 |                                 |                    |   |                   |                   |  |
|  |                           |                           |                       |                     |    |                                   |                                   |                                   |                           |    |                                 |                                 |                                 |                    |   |                   |                   |  |
|  | Exento (Campeón Madrid)   |                           |                       |                     |    |                                   |                                   |                                   |                           |    |                                 |                                 |                                 |                    |   |                   |                   |  |
|  |                           | Canoe Natación Club       | 46                    | 36                  |    |                                   |                                   |                                   |                           |    |                                 |                                 |                                 |                    |   |                   |                   |  |
|  |                           |                           |                       | 36                  |    |                                   |                                   |                                   |                           |    |                                 |                                 |                                 |                    |   |                   |                   |  |
|  |                           |                           | Chana Granada         | 12                  | 4  |                                   |                                   |                                   |                           |    |                                 |                                 |                                 |                    |   |                   |                   |  |
|  | Chana Granada             | 10                        | Chana Granada         | 12                  | 4  |                                   |                                   |                                   |                           |    |                                 |                                 |                                 |                    |   |                   |                   |  |
|  | Chana Granada             | 10                        |                       |                     |    |                                   |                                   |                                   |                           |    |                                 |                                 |                                 |                    |   |                   |                   |  |
|  | Amigos del Rugby          | 3                         |                       |                     |    |                                   |                                   |                                   |                           |    |                                 |                                 |                                 |                    |   |                   |                   |  |
|  | Amigos del Rugby          | 3                         |                       |                     |    |                                   |                                   |                                   |                           |    |                                 |                                 |                                 |                    |   |                   |                   |  |
|  |                           |                           |                       |                     |    |                                   |                                   |                                   |                           |    |                                 |                                 |                                 |                    |   |                   |                   |  |

| Campeón     |
| El Salvador |
| 3er título  |

### IXº Campeonato de España Cadete
Con 14 equipos clasificados, los campeones de Madrid (Arquitectura) y Cataluña (Natación) quedan exentos de la primera ronda de octavos de final. En la misma se produce la primera sorpresa con la eliminación del subcampeón madrileño, Olímpico, por el representante valenciano, el San Roque por 7-11. El resto de clasificados son los previsibles: Santboiana, Getxo, Salvador.

En cuartos de final de nuevo el San Roque se convierte en el verdugo del campeón catalán, el Natación. En otra eliminatoria muy disputada, el Getxo consigue eliminar a la Santboiana. Arquitectura y Salvador vencen en emparejamientos más asequibles frente al Chana y el Amigos de Gijón respectivamente.

La gesta del San Roque continúa en semifinales al eliminar al todopoderoso Arquitectura, ganando ambos partidos y metiéndose en la final, contra el Getxo que consigue pasar en un igualadísimo duelo con el Salvador, con un empate y una victoria por la mínima. Los valencianos se llevaron también el último partido, con el posiblemente, rival más asequible con el que se enfrentaron en el torneo. El modesto equipo de Valencia gana un muy merecido primer título tras haber dejado fuera a campeón y subcampeón de Madrid y a los campeones de Cataluña y País Vasco, una verdadera hazaña. El Getxo obtiene el subcampeonato cadete, que sumado al subcampeonato juvenil da una muestra del saludable estado de la cantera del equipo vasco.

#### Cuadro Competición
|  | Octavos de final          | Octavos de final    | Octavos de final        |                           |    | Cuartos de final                  | Cuartos de final                  | Cuartos de final                  |                    |   | Semifinales                     | Semifinales                     | Semifinales                     |  |  | Final              | Final              |  |
|  | 21 de marzo de 1982       | 21 de marzo de 1982 | 21 de marzo de 1982     |                           |    | 28 de marzo y 18 de abril de 1982 | 28 de marzo y 18 de abril de 1982 | 28 de marzo y 18 de abril de 1982 |                    |   | 25 de abril y 9 de mayo de 1982 | 25 de abril y 9 de mayo de 1982 | 25 de abril y 9 de mayo de 1982 |  |  | 15 de mayo de 1982 | 15 de mayo de 1982 |  |
|  |                           |                     |                         |                           |    |                                   |                                   |                                   |                    |   |                                 |                                 |                                 |  |  |                    |                    |  |
|  |                           |                     |                         |                           |    |                                   |                                   |                                   |                    |   |                                 |                                 |                                 |  |  |                    |                    |  |
|  | CD Arquitectura           |                     |                         |                           |    |                                   |                                   |                                   |                    |   |                                 |                                 |                                 |  |  |                    |                    |  |
|  |                           |                     |                         |                           |    |                                   |                                   |                                   |                    |   |                                 |                                 |                                 |  |  |                    |                    |  |
|  | Exento (Campeón Madrid)   |                     |                         |                           |    |                                   |                                   |                                   |                    |   |                                 |                                 |                                 |  |  |                    |                    |  |
|  |                           | CD Arquitectura     | 11                      | 10                        |    |                                   |                                   |                                   |                    |   |                                 |                                 |                                 |  |  |                    |                    |  |
|  |                           |                     |                         | 10                        |    |                                   |                                   |                                   |                    |   |                                 |                                 |                                 |  |  |                    |                    |  |
|  |                           |                     | Chana Granada           | 0                         | 10 |                                   |                                   |                                   |                    |   |                                 |                                 |                                 |  |  |                    |                    |  |
|  | Chana Granada             | 22                  | Chana Granada           | 0                         | 10 |                                   |                                   |                                   |                    |   |                                 |                                 |                                 |  |  |                    |                    |  |
|  | Chana Granada             | 22                  |                         |                           |    |                                   |                                   |                                   |                    |   |                                 |                                 |                                 |  |  |                    |                    |  |
|  | Club Amigos del Rugby     | 0                   |                         |                           |    |                                   |                                   |                                   |                    |   |                                 |                                 |                                 |  |  |                    |                    |  |
|  | Club Amigos del Rugby     | 0                   |                         |                           |    |                                   |                                   |                                   | CD Arquitectura    | 4 | 0                               |                                 |                                 |  |  |                    |                    |  |
|  |                           |                     |                         |                           |    |                                   |                                   |                                   | CD Arquitectura    | 4 | 0                               |                                 |                                 |  |  |                    |                    |  |
|  |                           |                     | Club de Rugby San Roque | 10                        | 10 |                                   |                                   |                                   |                    |   |                                 |                                 |                                 |  |  |                    |                    |  |
|  | Olímpico Pozuelo R.C.     | 7                   | Club de Rugby San Roque | 10                        | 10 |                                   |                                   |                                   |                    |   |                                 |                                 |                                 |  |  |                    |                    |  |
|  | Olímpico Pozuelo R.C.     | 7                   |                         |                           |    |                                   |                                   |                                   |                    |   |                                 |                                 |                                 |  |  |                    |                    |  |
|  | Club de Rugby San Roque   | 11                  |                         |                           |    |                                   |                                   |                                   |                    |   |                                 |                                 |                                 |  |  |                    |                    |  |
|  | Club de Rugby San Roque   | 11                  |                         | Club de Rugby San Roque   | 14 | 12                                |                                   |                                   |                    |   |                                 |                                 |                                 |  |  |                    |                    |  |
|  |                           |                     |                         | Club de Rugby San Roque   | 14 | 12                                |                                   |                                   |                    |   |                                 |                                 |                                 |  |  |                    |                    |  |
|  |                           |                     | Club Natació Barcelona  | 9                         | 6  |                                   |                                   |                                   |                    |   |                                 |                                 |                                 |  |  |                    |                    |  |
|  | Club Natació Barcelona    |                     | Club Natació Barcelona  | 9                         | 6  |                                   |                                   |                                   |                    |   |                                 |                                 |                                 |  |  |                    |                    |  |
|  |                           |                     |                         |                           |    |                                   |                                   |                                   |                    |   |                                 |                                 |                                 |  |  |                    |                    |  |
|  | Exento (Campeón Cataluña) |                     |                         |                           |    |                                   |                                   |                                   |                    |   |                                 |                                 |                                 |  |  |                    |                    |  |
|  |                           |                     |                         |                           |    |                                   |                                   |                                   |                    |   |                                 | Club de Rugby San Roque         | 18                              |  |  |                    |                    |  |
|  |                           |                     |                         |                           |    |                                   |                                   |                                   |                    |   |                                 |                                 |                                 |  |  |                    |                    |  |
|  |                           |                     | Getxo Rugby Taldea      | 6                         |    |                                   |                                   |                                   |                    |   |                                 |                                 |                                 |  |  |                    |                    |  |
|  | Seminario de Tarazona     | 0                   | Getxo Rugby Taldea      | 6                         |    |                                   |                                   |                                   |                    |   |                                 |                                 |                                 |  |  |                    |                    |  |
|  | Seminario de Tarazona     | 0                   |                         |                           |    |                                   |                                   |                                   |                    |   |                                 |                                 |                                 |  |  |                    |                    |  |
|  | Unió Esportiva Santboiana | 34                  |                         |                           |    |                                   |                                   |                                   |                    |   |                                 |                                 |                                 |  |  |                    |                    |  |
|  | Unió Esportiva Santboiana | 34                  |                         | Unió Esportiva Santboiana | 17 | 4                                 |                                   |                                   |                    |   |                                 |                                 |                                 |  |  |                    |                    |  |
|  |                           |                     |                         | Unió Esportiva Santboiana | 17 | 4                                 |                                   |                                   |                    |   |                                 |                                 |                                 |  |  |                    |                    |  |
|  |                           |                     | Getxo Rugby Taldea      | 14                        | 17 |                                   |                                   |                                   |                    |   |                                 |                                 |                                 |  |  |                    |                    |  |
|  | Ordizia Rugby Elkartea    | 3                   | Getxo Rugby Taldea      | 14                        | 17 |                                   |                                   |                                   |                    |   |                                 |                                 |                                 |  |  |                    |                    |  |
|  | Ordizia Rugby Elkartea    | 3                   |                         |                           |    |                                   |                                   |                                   |                    |   |                                 |                                 |                                 |  |  |                    |                    |  |
|  | Getxo Rugby Taldea        | 40                  |                         |                           |    |                                   |                                   |                                   |                    |   |                                 |                                 |                                 |  |  |                    |                    |  |
|  | Getxo Rugby Taldea        | 40                  |                         |                           |    |                                   |                                   |                                   | Getxo Rugby Taldea | 7 | 7                               |                                 |                                 |  |  |                    |                    |  |
|  |                           |                     |                         |                           |    |                                   |                                   |                                   | Getxo Rugby Taldea | 7 | 7                               |                                 |                                 |  |  |                    |                    |  |
|  |                           |                     | El Salvador             | 7                         | 6  |                                   |                                   |                                   |                    |   |                                 |                                 |                                 |  |  |                    |                    |  |
|  | Club Amigos de Gijón      | 8                   | El Salvador             | 7                         | 6  |                                   |                                   |                                   |                    |   |                                 |                                 |                                 |  |  |                    |                    |  |
|  | Club Amigos de Gijón      | 8                   |                         |                           |    |                                   |                                   |                                   |                    |   |                                 |                                 |                                 |  |  |                    |                    |  |
|  | Unión León                | 4                   |                         |                           |    |                                   |                                   |                                   |                    |   |                                 |                                 |                                 |  |  |                    |                    |  |
|  | Unión León                | 4                   |                         | Club Amigos de Gijón      | 0  | 0                                 |                                   |                                   |                    |   |                                 |                                 |                                 |  |  |                    |                    |  |
|  |                           |                     |                         | Club Amigos de Gijón      | 0  | 0                                 |                                   |                                   |                    |   |                                 |                                 |                                 |  |  |                    |                    |  |
|  |                           |                     | El Salvador             | 4                         | 16 |                                   |                                   |                                   |                    |   |                                 |                                 |                                 |  |  |                    |                    |  |
|  | El Salvador               | 26                  | El Salvador             | 4                         | 16 |                                   |                                   |                                   |                    |   |                                 |                                 |                                 |  |  |                    |                    |  |
|  | El Salvador               | 26                  |                         |                           |    |                                   |                                   |                                   |                    |   |                                 |                                 |                                 |  |  |                    |                    |  |
|  | Independiente Rugby Club  | 4                   |                         |                           |    |                                   |                                   |                                   |                    |   |                                 |                                 |                                 |  |  |                    |                    |  |
|  | Independiente Rugby Club  | 4                   |                         |                           |    |                                   |                                   |                                   |                    |   |                                 |                                 |                                 |  |  |                    |                    |  |
|  |                           |                     |                         |                           |    |                                   |                                   |                                   |                    |   |                                 |                                 |                                 |  |  |                    |                    |  |

| Campeón Club de Rugby San Roque |
| 1er título                      |

## Campeonatos Regionales

### Federaciones del Norte
|                       | Fundación | Sede                                    | Presidente                       | Clubs afiliados | En 1.ª División | En 2.ª División | Ligas               |
| --------------------- | --------- | --------------------------------------- | -------------------------------- | --------------- | --------------- | --------------- | ------------------- |
| Federación Guipúzcoa  | 1961      | c/ Prim-28, San Sebastián               | D. José Luis Peña Paricio        | 15              | 5               | 3               | 1 sen, 1 juv, 1 cad |
| Federación de Vizcaya | 1948      | c/ José Mª Escuza-16, Bilbao            | D. Julio Apraiz Feliu            | 14              | 3               | 4               | 1 sen, 1 juv, 1 cad |
| Delegación de Álava   | 1977      | c/ Ramiro de Maeztu-4, Vitoria          | D. José Luis Monasterio Rubio    | 7               | 0               | 1               | 1 cad               |
| Federación Asturiana  | 1964      | c/ Dindurra-20, Casa del Deporte, Gijón | D. Isidro Martínez Oblanca       | 13              | 0               | 7               | 1 juv, 1 cad        |
| Federación Santander  | 1941      | c/ San Fernando-48, Santander           | D. José Manuel Samperio Calderón | 6               | 0               | 4               | 1 juv, 1 cad        |
| Federación Zaragoza   | 1957      | c/ Casa Jiménez-10, Zaragoza            | D. Miguel Ángel Tobajas Homs     | 9               | 0               | 6               | 1 cad               |

Aunque se supone que el grupo aragonés y el de Cantabria están agrupados con el grupo Norte de 1.ª división, los equipos ganadores de esos grupos no irán a la fase de ascenso, solo se clasificaran para la Copa FER. Así los equipos que intentarán el ascenso vendrán del cruce entre los vencedores (1.º y 2.º) del Grupo I, del País Vasco y los del Grupo IX, Asturias. Estará en juego un ascenso directo y una plaza de promoción contra el penúltimo del Grupo Norte de 1.ª.

Solo en el País Vasco hay ligas senior regionales, ya que en las otras comunidades la liga regional es la 2.ª división, y aunque el rugby en Asturias había sufrido un bajón a finales de los 70, poco a poco va recuperando fichas y clubes inscritos.

#### Ligas de 2.º División
|     |                                    |     |    |   |    |     |     |     |  |  |  |  |  |  |  |  |  |  |
| Pos | Equipo                             | Jug | V  | E | D  | PF  | PC  | Pts |  |  |  |  |  |  |  |  |  |  |
| 1.º | C.R. Universidad de Navarra (CRUN) | 14  | 11 | 1 | 2  | 276 | 92  | 37  |  |  |  |  |  |  |  |  |  |  |
| 2.º | Munguía Rugby Taldea               | 14  | 9  | 1 | 4  | 179 | 133 | 33  |  |  |  |  |  |  |  |  |  |  |
| 3.º | Bilbao Rugby Club                  | 14  | 9  | 1 | 4  | 234 | 124 | 33  |  |  |  |  |  |  |  |  |  |  |
| 4.º | Getxo Rugby Taldea B               | 14  | 8  | 0 | 6  | 261 | 160 | 30  |  |  |  |  |  |  |  |  |  |  |
| 5.º | Hernani Club de Rugby B            | 14  | 6  | 0 | 8  | 122 | 180 | 26  |  |  |  |  |  |  |  |  |  |  |
| 6.º | Gaztedi Rugby Taldea               | 14  | 6  | 0 | 8  | 136 | 194 | 26  |  |  |  |  |  |  |  |  |  |  |
| 7.º | Kakarraldo Rugby Taldea            | 14  | 3  | 1 | 10 | 78  | 210 | 21  |  |  |  |  |  |  |  |  |  |  |
| 8.º | Juventud Deportiva Mondragón       | 14  | 3  | 0 | 11 | 112 | 317 | 20  |  |  |  |  |  |  |  |  |  |  |

|     |                                 |                                         |                                         |                                         |                                         |                                         |                                         |                                         |  |  |  |  |  |  |  |  |  |  |
| Pos | Equipo                          | Jug                                     | V                                       | E                                       | D                                       | PF                                      | PC                                      | Pts                                     |  |  |  |  |  |  |  |  |  |  |
| 1.º | Veterinaria Zaragoza Rugby Club | 10                                      | 10                                      | 0                                       | 0                                       | 396                                     | 44                                      | 30                                      |  |  |  |  |  |  |  |  |  |  |
| 2.º | Dominicos Zaragoza              | 10                                      | 7                                       | 0                                       | 3                                       | 100                                     | 75                                      | 24                                      |  |  |  |  |  |  |  |  |  |  |
| 3.º | Seminario Tarazona              | 10                                      | 5                                       | 0                                       | 5                                       | 85                                      | 91                                      | 18*                                     |  |  |  |  |  |  |  |  |  |  |
| 4.º | Armas Club de Rugby             | 10                                      | 5                                       | 0                                       | 5                                       | 79                                      | 86                                      | 18*                                     |  |  |  |  |  |  |  |  |  |  |
| 5.º | Aragón Rugby Club               | 10                                      | 1                                       | 0                                       | 9                                       | 35                                      | 270                                     | 12                                      |  |  |  |  |  |  |  |  |  |  |
| 6.º | Ejea Rugby Club                 | 10                                      | 2                                       | 0                                       | 8                                       | 42                                      | 204                                     | 12*                                     |  |  |  |  |  |  |  |  |  |  |
| 7.º | Villamayor Club de Rugby        | Descalificado por doble incomparecencia | Descalificado por doble incomparecencia | Descalificado por doble incomparecencia | Descalificado por doble incomparecencia | Descalificado por doble incomparecencia | Descalificado por doble incomparecencia | Descalificado por doble incomparecencia |  |  |  |  |  |  |  |  |  |  |
|     |                                 | * -2 puntos por incomparecencia         |                                         |                                         |                                         |                                         |                                         |                                         |  |  |  |  |  |  |  |  |  |  |

|     |                               |                                    |    |   |   |     |     |     |  |  |  |  |  |  |  |  |  |  |
| Pos | Equipo                        | Jug                                | V  | E | D | PF  | PC  | Pts |  |  |  |  |  |  |  |  |  |  |
| 1.º | Real Sporting de Gijón        | 12                                 | 11 | 0 | 1 | 474 | 50  | 34  |  |  |  |  |  |  |  |  |  |  |
| 2.º | Pipol's Rugby Club            | 12                                 | 7  | 0 | 5 | 184 | 168 | 26  |  |  |  |  |  |  |  |  |  |  |
| 3.º | CD Económicas Oviedo          | 12                                 | 6  | 0 | 6 | 164 | 156 | 24  |  |  |  |  |  |  |  |  |  |  |
| 4.º | CAU Oviedo                    | 12                                 | 8  | 0 | 4 | 198 | 103 | 24* |  |  |  |  |  |  |  |  |  |  |
| 5.º | Asociación Atlética Avilesina | 12                                 | 5  | 0 | 7 | 166 | 179 | 22  |  |  |  |  |  |  |  |  |  |  |
| 6.º | Andecha Rugby Club            | 12                                 | 4  | 0 | 8 | 121 | 196 | 20  |  |  |  |  |  |  |  |  |  |  |
| 7.º | Castrillón Rugby Club         | 12                                 | 3  | 0 | 9 | 29  | 473 | 18  |  |  |  |  |  |  |  |  |  |  |
|     |                               | * -4 puntos por sanción federativa |    |   |   |     |     |     |  |  |  |  |  |  |  |  |  |  |

|     |                          |     |   |   |   |     |     |     |  |  |  |  |  |  |  |  |  |  |
| Pos | Equipo                   | Jug | V | E | D | PF  | PC  | Pts |  |  |  |  |  |  |  |  |  |  |
| 1.º | Independiente Rugby Club | 9   | 8 | 0 | 1 | 436 | 62  | 25  |  |  |  |  |  |  |  |  |  |  |
| 2.º | Cantabria Rugby Club     | 9   | 5 | 1 | 3 | 179 | 114 | 20  |  |  |  |  |  |  |  |  |  |  |
| 3.º | Estudiantes Santander    | 9   | 4 | 1 | 4 | 225 | 128 | 18  |  |  |  |  |  |  |  |  |  |  |
| 4.º | Flandes Rugby Club       | 9   | 0 | 0 | 9 | 32  | 556 | 9   |  |  |  |  |  |  |  |  |  |  |

### Ligas Provinciales

#### Ligas Vascas
| Guipúzcoa-Navarra-Álava | Guipúzcoa-Navarra-Álava       | Guipúzcoa Juvenil | Guipúzcoa Juvenil           | Vizcaya | Vizcaya                    | Vizcaya Juvenil | Vizcaya Juvenil         | Guipúzcoa Cadete | Guipúzcoa Cadete            |
| ----------------------- | ----------------------------- | ----------------- | --------------------------- | ------- | -------------------------- | --------------- | ----------------------- | ---------------- | --------------------------- |
| 1.º                     | Club Deportivo Zarautz        | 1.º               | Hernani Club de Rugby       | 1.º     | Elorrio Rugby Taldea       | 1.º             | Getxo Rugby Taldea      | 1.º              | Ordizia Rugby Elkartea      |
| 2.º                     | Club Atlético San Sebastián B | 2.º               | Ordizia Rugby Elkartea      | 2.º     | Baracaldo Rugby Club       | 2.º             | Gernika Rugby Taldea    | 2.º              | Hernani Club de Rugby       |
| 3.º                     | Eibar Rugby Taldea            | 3.º               | Club Atlético San Sebastián | 3.º     | Sarriko Rugby Taldea       | 3.º             | Kakarraldo Rugby Taldea | 3.º              | Rugby Club Irún             |
| 4.º                     | Kirrinka Rugby Taldea         | 4.º               | Rugby Club Irún             | 4.º     | Gernika Rugby Taldea B     | 4.º             | Sarriko Rugby Taldea    | 4.º              | Club Atlético San Sebastián |
| 5.º                     | Abance Rugby Taldea           |                   |                             | 5.º     | Bilbao Rugby Club B        | 5.º             | Munguía Rugby Taldea    | Vizcaya Cadete   | Vizcaya Cadete              |
| 6.º                     | Zaharrean Rugby Taldea B      |                   |                             | 6.º     | Basauriko Rugby Taldea     | 6.º             | Basauriko Rugby Taldea  | 1.º              | Getxo Rugby Taldea          |
| 7.º                     | Gaztedi Rugby Taldea B        |                   |                             | 7.º     | Bilbo Zaharra Rugby Taldea | 7.º             | Bilbao Rugby Club B     | 2.º              | Kakarraldo Rugby Taldea     |
| 8.º                     | Salleko Rugby Taldea          |                   |                             | 8.º     | Urduliz Rugby Taldea       | 8.º             | C.D. Universitario      | 3.º              | Gernika Rugby Taldea        |

#### Otras Ligas Norte
| Asturias Juvenil | Asturias Juvenil              | Asturias Cadete | Asturias Cadete               | Cantabria Juvenil | Cantabria Juvenil        | Cantabria Cadete | Cantabria Cadete         | Aragón Cadete | Aragón Cadete         |
| ---------------- | ----------------------------- | --------------- | ----------------------------- | ----------------- | ------------------------ | ---------------- | ------------------------ | ------------- | --------------------- |
| 1.º              | Económicas Club de Rugby      | 1.º             | Amigos de Gijón Rugby         | 1.º               | Estudiantes Rugby Club   | 1.º              | Independiente Rugby Club | 1.º           | Seminario de Tarazona |
| 2.º              | Real Sporting de Gijón        | 2.º             | Asociación Atlética Avilesina | 2.º               | Independiente Rugby Club | 2.º              | Estudiantes Rugby Club   | 2.º           | Ejea Rugby Club       |
| 3.º              | CAU Oviedo                    | 3.º             | Santo Domingo Rugby           | 3.º               | Reinosa Rugby Club       | 3.º              | Calasanz Rugby Club      | 3.º           | Dominicos Rugby Club  |
| 4.º              | Pipol's Rugby Club            | 4.º             | Fundación Revillagigedo       | 4.º               | Flandes Rugby Club       | 4.º              | Reinosa Rugby Club       | 4.º           | Villamayor Rugby Club |
| 5.º              | Andecha-La Calzada Rugby Club | 5.º             | Universidad Laboral           |                   |                          |                  |                          | 5.º           | Drop-81               |
| 6.º              | CAU Laboral                   | 6.º             | Castrillón Club de Rugby      |                   |                          |                  |                          | 6.º           | Club de Rugby Moncayo |
| 7.º              | Asociación Atlética Avilesina | 7.º             | EMI Gijón                     |                   |                          |                  |                          |               |                       |

### Federaciones Levante
|                        | Fundación | Sede                                                 | Presidente                      | Clubs afiliados | En 1.ª División | En 2.ª División | Ligas               |
| ---------------------- | --------- | ---------------------------------------------------- | ------------------------------- | --------------- | --------------- | --------------- | ------------------- |
| Federación Catalana    | 1922      | Avda Diagonal,12. Esplugues de Llobregat (Barcelona) | D. José Azuara González         | 20              | 7               | 8               | 1 sen, 2 juv, 2 cad |
| Federación de Valencia | 1931      | c/ Lauria, 18. Valencia                              | D. Manuel Sánchez Domínguez     | 14              | 1               | 8               | 1 sen, 1 juv, 2 cad |
| Delegación de Alicante | 1973      | Avda. Padre Vendrell,1. Alicante                     | D. Francisco Javier Muñoz Arias | 10              | 0               | 7               | 1 juv               |

A la zona de Levante le correspondían 3 grupos de 2.ª división, aunque en el grupo V no habría posibilidad de ascenso. La gran novedad en este grupo era la presencia de un equipo de Baleares, el Ibiza, que consiguió la segunda plaza. El ascenso a 1.ª división se disputaría entre los primeros y segundos de los grupos III y IV, de Cataluña y Valencia respectivamente. Aunque la regional catalana había reducido el número de equipos, en la categoría juvenil llegaba a tener dos divisiones con 17 equipos inscritos, la mejor y más nutrida serie juvenil de España. En Valencia se iba consolidando poco a poco una liga senior, como las de Madrid, Cataluña y País Vasco.

### Ligas de 2.º División
|     |                                   |                                         |                                         |                                         |                                         |                                         |                                         |                                         |  |  |  |  |  |  |  |  |  |  |
| Pos | Equipo                            | Jug                                     | V                                       | E                                       | D                                       | PF                                      | PC                                      | Pts                                     |  |  |  |  |  |  |  |  |  |  |
| 1.º | Barcelona Universitari Club (BUC) | 12                                      | 9                                       | 1                                       | 2                                       | 259                                     | 97                                      | 31                                      |  |  |  |  |  |  |  |  |  |  |
| 2.º | Unió Esportiva Santboiana B       | 12                                      | 9                                       | 1                                       | 2                                       | 216                                     | 131                                     | 31                                      |  |  |  |  |  |  |  |  |  |  |
| 3.º | Club Deportivo Universitario      | 12                                      | 6                                       | 0                                       | 6                                       | 147                                     | 153                                     | 24                                      |  |  |  |  |  |  |  |  |  |  |
| 4.º | Rugby Club Cornellà B             | 12                                      | 5                                       | 1                                       | 6                                       | 120                                     | 198                                     | 23                                      |  |  |  |  |  |  |  |  |  |  |
| 5.º | Club de Rugby Cassá               | 12                                      | 5                                       | 0                                       | 7                                       | 108                                     | 110                                     | 22                                      |  |  |  |  |  |  |  |  |  |  |
| 6.º | Futbol Club Barcelona B           | 12                                      | 4                                       | 0                                       | 8                                       | 131                                     | 196                                     | 20                                      |  |  |  |  |  |  |  |  |  |  |
| 7.º | Real Club Deportivo Español       | 12                                      | 2                                       | 1                                       | 9                                       | 75                                      | 162                                     | 16                                      |  |  |  |  |  |  |  |  |  |  |
| 8.º | Bonanova Rugby Club               | Descalificado por doble incomparecencia | Descalificado por doble incomparecencia | Descalificado por doble incomparecencia | Descalificado por doble incomparecencia | Descalificado por doble incomparecencia | Descalificado por doble incomparecencia | Descalificado por doble incomparecencia |  |  |  |  |  |  |  |  |  |  |

|     |                          |                                         |                                         |                                         |                                         |                                         |                                         |                                         |  |  |  |  |  |  |  |  |  |  |
| Pos | Equipo                   | Jug                                     | V                                       | E                                       | D                                       | PF                                      | PC                                      | Pts                                     |  |  |  |  |  |  |  |  |  |  |
| 1.º | Tatami Rugby Club        | 12                                      | 10                                      | 0                                       | 2                                       | 348                                     | 90                                      | 32                                      |  |  |  |  |  |  |  |  |  |  |
| 2.º | Club de Rugby San Roque  | 12                                      | 9                                       | 0                                       | 3                                       | 189                                     | 117                                     | 30                                      |  |  |  |  |  |  |  |  |  |  |
| 3.º | Valencia Rugby Club B    | 12                                      | 8                                       | 0                                       | 4                                       | 278                                     | 160                                     | 28                                      |  |  |  |  |  |  |  |  |  |  |
| 4.º | C.P. Les Abelles         | 12                                      | 8                                       | 0                                       | 4                                       | 188                                     | 89                                      | 28                                      |  |  |  |  |  |  |  |  |  |  |
| 5.º | CAU Rugby Valencia       | 12                                      | 3                                       | 0                                       | 9                                       | 131                                     | 275                                     | 18                                      |  |  |  |  |  |  |  |  |  |  |
| 6.º | Xè-15 Valencia           | 12                                      | 2                                       | 0                                       | 10                                      | 93                                      | 195                                     | 16                                      |  |  |  |  |  |  |  |  |  |  |
| 7.º | Castellón Rugby Club     | 12                                      | 1                                       | 0                                       | 11                                      | 44                                      | 366                                     | 14                                      |  |  |  |  |  |  |  |  |  |  |
| 8.º | Tabernes de Valldigna RC | Descalificado por doble incomparecencia | Descalificado por doble incomparecencia | Descalificado por doble incomparecencia | Descalificado por doble incomparecencia | Descalificado por doble incomparecencia | Descalificado por doble incomparecencia | Descalificado por doble incomparecencia |  |  |  |  |  |  |  |  |  |  |

| Pos | Equipo                 | Jug                             | V  | E | D  | PF  | PC  | Pts |
| --- | ---------------------- | ------------------------------- | -- | - | -- | --- | --- | --- |
| 1.º | Elche Club de Rugby    | 12                              | 11 | 0 | 1  | 205 | 43  | 34  |
| 2.º | Ibiza Club de Rugby    | 11                              | 10 | 0 | 1  | 255 | 61  | 31  |
| 3.º | U.R.E.S.-78            | 12                              | 7  | 0 | 5  | 187 | 81  | 23* |
| 4.º | Orihuela Club de Rugby | 12                              | 4  | 1 | 7  | 119 | 166 | 21  |
| 5.º | C.E.U. Alicante        | 12                              | 5  | 0 | 7  | 170 | 148 | 20* |
| 6.º | Murcia Rugby Club      | 11                              | 1  | 0 | 10 | 36  | 267 | 13  |
| 7.º | Cartagena Rugby Club   | 10                              | 1  | 1 | 8  | 45  | 222 | 11* |
|     |                        | * -2 puntos por incomparecencia |    |   |    |     |     |     |

### Ligas Provinciales
| 1.º Categoría | 1.º Categoría                       | Junior A | Junior A                          | Junior B | Junior B                     | Cadetes A | Cadetes A                   | Copa Catalana | Copa Catalana                     |
| ------------- | ----------------------------------- | -------- | --------------------------------- | -------- | ---------------------------- | --------- | --------------------------- | ------------- | --------------------------------- |
| 1.º           | VPC Rugby Andorra                   | 1.º      | Unió Esportiva Santboiana         | 1.º      | Club Natació Poble Nou       | 1.º       | Club Natació Barcelona      | 1.º           | Futbol Club Barcelona A           |
| 2.º           | Unió Esportiva Bellvitge            | 2.º      | Rugby Club Cornellà               | 2.º      | Club Natació Barcelona       | 2.º       | Unió Esportiva Santboiana   | 2.º           | Barcelona Universitari Club (BUC) |
| 3.º           | Club Natació Barcelona B            | 3.º      | Unió Esportiva Bellvitge          | 3.º      | Club Esportiu Universitari   | 3.º       | Futbol Club Barcelona       | Semi          | Unió Esportiva Santboiana A       |
| 4.º           | Club Natació Montjuïc B             | 4.º      | Barcelona Universitari Club (BUC) | 4.º      | Rugby Sant Boi               | 4.º       | Unió Esportiva Bellvitge    | Semi          | Futbol Club Barcelona B           |
| 5.º           | Barcelona Universitari Club (BUC) B | 5.º      | Real Club Deportivo Español       | 5.º      | VPC Rugby Andorra            | 5.º       | Club Natació Montjuïc       | Cuartos       | Unió Esportiva Santboiana B       |
| 6.º           | Reus Deportivo                      | 6.º      | Futbol Club Barcelona             | 6.º      | Reus Deportivo               | 6.º       | Rugby Club Cornellà         | Cuartos       | Rugby Club Cornellà               |
| 7.º           | Rugby Club Badalona                 | 7.º      | Club Natació Montjuïc             | 7.º      | Club de Rugby Atlético Cassá | 7.º       | Real Club Deportivo Español | Cuartos       | Club Esportiu Universitari        |
| 8.º           | Club Deportivo Universitario B      | 8.º      | G.E.i.E.G.-Gerona                 | 8.º      | Bonanova Rugby Club          | 8.º       | G.E.i.E.G.-Gerona           | Cuartos       | Club Natació Barcelona            |
|               |                                     |          |                                   | 9.º      | Rugby Club Badalona          |           |                             |               |                                   |

| Valencia Senior | Valencia Senior              | Valenciana Juvenil | Valenciana Juvenil      | Valenciana Cadete | Valenciana Cadete          | Alicante Juvenil | Alicante Juvenil     |
| --------------- | ---------------------------- | ------------------ | ----------------------- | ----------------- | -------------------------- | ---------------- | -------------------- |
| 1.º             | Unió Esportiva Rugby Moncada | 1.º                | Tatami Rugby Club       | 1.º               | Club de Rugby San Roque    | 1.º              | U.R.E.S 78           |
| 2.º             | Requena Rugby Club           | 2.º                | Club de Rugby San Roque | 2.º               | La Salle-Valencia R.C.     | 2.º              | Elche Rugby Club     |
| 3.º             | Tatami Rugby Club B          | 3.º                | CAU Rugby Valencia      | 3.º               | Tatami Rugby Club          | 3.º              | C.E.U. Alicante      |
| 4.º             | Cullera Rugby Club           | 4.º                | Valencia Rugby Club     | 4.º               | U.E.R. Moncada             | 4.º              | Murcia Club de Rugby |
| 5.º             | Xativa Rugby Club            | 5.º                | Club de Rugby La Safor  | 5.º               | CAU Rugby Valencia         | 5.º              | Orihuela Rugby Club  |
|                 |                              | 6.º                | Cullera Rugby Club      | 6.º               | Valencia Rugby Club        |                  |                      |
|                 |                              | 7.º                | C.P. Les Abelles        | 7.º               | Tabernes de Valldigna R.C. |                  |                      |

### Federación Castellana de Rugby
|                          | Fundación | Sede                         | Presidente                  | Clubs afiliados | En 1.ª División | En 2.ª División | Ligas                      |
| ------------------------ | --------- | ---------------------------- | --------------------------- | --------------- | --------------- | --------------- | -------------------------- |
| Federación de Madrid     | 1923      | c/ Covarrubias,17 Madrid     | D. Jesús Méndez Gascón      | 22              | 6               | 8               | 1 sen, 1 juv, 2 cad, 1 inf |
| Federación de León       | 1944      | Avda. de la Facultad,3. León | D. Oscar García Luna        | 7               | 0               | 1               | 1 cad                      |
| Federación de Valladolid | 1958      | c/ Dos de Mayo,4. Valladolid | D. Ricardo Sánchez González | 13              | 2               | 6               | 1 juv, 1 cad, 1 inf        |
| Federación de Burgos     | 1978      | c/ San Juan, 22 Burgos       | D. Ignacio Laglera Cabrera  | 5               | 0               | 1               | 1 juv, 1 cad               |

Desde el Real Decreto-ley 20/1978, por el que se aprobaba  el régimen preautonómico para Castilla y León, la región se instituía como Comunidad Autónoma y ya se había separado Cantabria (en 1981) mientras La Rioja (en 1982) y Madrid (1983) estaban en camino de crear sus propias autonomías. La Federación Castellana de Rugby desaparecía como tal y se creaba desde la Delegación de Valladolid la nueva Federación de Rugby de Castilla y León (FRCyL), que nacería este mismo año 1982. La federación absorbería las federaciones provinciales existentes (Valladolid, León, Salamanca y Burgos) en forma de delegaciones provinciales, a las que se unió la nueva de Zamora y a la espera de crear otras en provincias de la comunidad (Palencia, Ávila, Soria y Segovia). De igual modo la delegación de Madrid se constituía en la nueva Federación de Rugby de Madrid (FRM) aunque recogiendo toda la historia de la antigua Federación Castellana, fundada en 1923.

Así los grupos de 2.ª división adscritos a la zona Centro, eran los correspondientes a estas nuevas federaciones, el Grupo IX a la FRM y el Grupo X a la FRCyL. Para la fase de ascenso el 1.º de Madrid y el 2.º de Castilla y León jugarían por el ascenso directo, mientras el 2.º de Madrid y 1.º de Castilla jugarían por la promoción contra el 7.º del Grupo Centro de 1.ª División.

### Ligas de 2.º División
|     |                              |     |    |   |    |     |     |     |  |  |  |  |  |  |  |  |  |  |
| Pos | Equipo                       | Jug | V  | E | D  | PF  | PC  | Pts |  |  |  |  |  |  |  |  |  |  |
| 1.º | CD Arquitectura B            | 14  | 12 | 0 | 2  | 407 | 130 | 38  |  |  |  |  |  |  |  |  |  |  |
| 2.º | Teca Rugby Club              | 14  | 10 | 0 | 4  | 251 | 199 | 34  |  |  |  |  |  |  |  |  |  |  |
| 3.º | Club Deportivo Acantos       | 14  | 9  | 1 | 4  | 240 | 155 | 33  |  |  |  |  |  |  |  |  |  |  |
| 4.º | Liceo Francés                | 14  | 7  | 0 | 7  | 292 | 221 | 28  |  |  |  |  |  |  |  |  |  |  |
| 5.º | Club Español Urogallos (CEU) | 14  | 7  | 0 | 7  | 241 | 213 | 28  |  |  |  |  |  |  |  |  |  |  |
| 6.º | C.D. Filosofía y Letras      | 14  | 5  | 2 | 7  | 155 | 201 | 26  |  |  |  |  |  |  |  |  |  |  |
| 7.º | CAU Madrid Rugby Club B      | 14  | 3  | 1 | 10 | 115 | 260 | 21  |  |  |  |  |  |  |  |  |  |  |
| 8.º | AD Ingenieros Industriales   | 14  | 1  | 0 | 13 | 133 | 422 | 16  |  |  |  |  |  |  |  |  |  |  |

|     |                             |     |    |   |    |     |     |     |  |  |  |  |  |  |  |  |  |  |
| Pos | Equipo                      | Jug | V  | E | D  | PF  | PC  | Pts |  |  |  |  |  |  |  |  |  |  |
| 1.º | Club Deportivo San José     | 14  | 13 | 0 | 1  | 283 | 78  | 40  |  |  |  |  |  |  |  |  |  |  |
| 2.º | El Salvador                 | 14  | 12 | 0 | 2  | 291 | 77  | 38  |  |  |  |  |  |  |  |  |  |  |
| 3.º | León Rugby Club             | 14  | 8  | 0 | 6  | 181 | 146 | 30  |  |  |  |  |  |  |  |  |  |  |
| 4.º | CDU Salamanca               | 14  | 7  | 0 | 7  | 225 | 179 | 28  |  |  |  |  |  |  |  |  |  |  |
| 5.º | Sargento Pepper's Salamanca | 14  | 7  | 0 | 7  | 182 | 219 | 28  |  |  |  |  |  |  |  |  |  |  |
| 6.º | Diego Porcelos Rugby Burgos | 14  | 4  | 0 | 10 | 187 | 206 | 22  |  |  |  |  |  |  |  |  |  |  |
| 7.º | CDU-Valladolid B            | 14  | 3  | 0 | 11 | 114 | 314 | 20  |  |  |  |  |  |  |  |  |  |  |
| 8.º | Zamora Rugby Club           | 14  | 2  | 0 | 12 | 44  | 303 | 18  |  |  |  |  |  |  |  |  |  |  |

### Ligas Provinciales
| Madrid Sénior | Madrid Sénior                  | Madrid Juvenil | Madrid Juvenil               | Madrid Cadete | Madrid Cadete                | Valladolid Juvenil | Valladolid Juvenil    | Valladolid Cadete | Valladolid Cadete           |
| ------------- | ------------------------------ | -------------- | ---------------------------- | ------------- | ---------------------------- | ------------------ | --------------------- | ----------------- | --------------------------- |
| 1.º           | Canoe Natación Club B          | 1.º            | Canoe Natación Club          | 1.º           | Club Deportivo Arquitectura  | 1.º                | Colegio El Salvador   | 1.º               | Colegio El Salvador         |
| 2.º           | Olímpico Pozuelo Rugby Club B  | 2.º            | Club Deportivo Arquitectura  | 2.º           | Olímpico Pozuelo Rugby Club  | 2.º                | Diego Porcelos Burgos | 2.º               | Colegio Lourdes             |
| 3.º           | Colegio Mayor Cisneros B       | 3.º            | Olímpico Pozuelo Rugby Club  | 3.º           | Teca Rugby Club              | 3.º                | Club Rugby San José   | 3.º               | Colegio San Agustín Rugby   |
| 4.º           | CAU Madrid Rugby Club C        | 4.º            | C.D. Filosofía y Letras      | 4.º           | AD Ingenieros Industriales   | 4.º                | Colegio Lourdes       | 4.º               | Club Rugby San José         |
| 5.º           | Club Deportivo Acantos B       | 5.º            | CAU Madrid Rugby Club        | 5.º           | Colegio Mayor Cisneros       | 5.º                | León Rugby Club       | 5.º               | Ins. Politécnico Cristo Rey |
| 6.º           | Teca Rugby Club B              | 6.º            | Club de Rugby Karmen         | 6.º           | Club de Rugby Amorós         |                    |                       | 6.º               | Colegio San Juan de Ávila   |
| 7.º           | Rugby Club Geológicas          | 7.º            | Teca Rugby Club              | 7.º           | Liceo Francés                |                    |                       |                   |                             |
| 8.º           | C.D. Filosofía y Letras B      | 8.º            | AD Ingenieros Industriales   | 8.º           | Canoe Natación Club          |                    |                       |                   |                             |
| 9.º           | Liceo Francés B                | 9.º            | Club Deportivo Acantos       | 9.º           | Club de Rugby La Paloma      |                    |                       |                   |                             |
| 10.º          | Club Español Urogallos (CEU) B | 10.º           | Club Español Urogallos (CEU) | 10.º          | Santa María del Pilar        |                    |                       |                   |                             |
| 11.º          | C.M. Jaime del Amo             | 11.º           | Club de Rugby Amorós         | 11.º          | San Juan Bautista            |                    |                       |                   |                             |
| 12.º          | Club de Rugby Cosa Rosa        | 12.º           | Liceo Francés                | 12.º          | CAU Madrid Rugby Club        |                    |                       |                   |                             |
| 13.º          | AD Ingenieros Industriales B   |                |                              | 13.º          | C.D. Filosofía y Letras      |                    |                       |                   |                             |
| 14.º          | Club de Rugby Karmen B         |                |                              | 14.º          | Club Español Urogallos (CEU) |                    |                       |                   |                             |

### Federación Andaluza de Rugby
|                               | Fundación | Sede                            | Presidente                       | Clubs afiliados | En 1.ª División | En 2.ª División | Ligas        |
| ----------------------------- | --------- | ------------------------------- | -------------------------------- | --------------- | --------------- | --------------- | ------------ |
| Federación de Sevilla         | 1951      | c/ Benidorm,5 Sevilla           | D. Diego Cañaveral Díaz          | 16              | 5               | 7               | 1 juv, 1 cad |
| Delegación de Granada         | 1966      | Avda. de Madrid,5. Granada      | D. Manuel Fernández Ramos        | 8               | 0               | 6               | 1 juv, 1 cad |
| Delegación Regional Extremeña | 1981      | Plaza de la Victoria,3. Badajoz | D. José Antonio Fuentes Paniagua | 7               | 0               | 7               |              |

La falta de entendimiento entre las delegaciones de Sevilla y Granada, produjo la escisión en dos grupos de la 2.ª división y la renuncia de los equipos granadinos a jugar en la 1.ª división, que quedó muy mermada. La competición en el grupo VII de Sevilla resultó un desastre, con continuas incomparecencias y las descalificación de dos equipos. El grupo VIII de Granada funciono un poco mejor, con la incorporación de dos equipos de Córdoba y otro de Málaga. La delegación extremeña, en su segundo año de existencia, consiguió hacer un grupo de 7 clubes, aunque al comienzo de la liga, el equipo de Plasencia no estaba preparado para participar, aunque si lo hizo en la Copa regional que se jugó posteriormente.

### Ligas de 2.º División
| Grupo VII (Sevilla) | Grupo VII (Sevilla)           | Grupo VII (Sevilla)                     | Grupo VII (Sevilla)                     | Grupo VII (Sevilla)                     | Grupo VII (Sevilla)                     | Grupo VII (Sevilla)                     | Grupo VII (Sevilla)                     | Grupo VII (Sevilla)                     |
| ------------------- | ----------------------------- | --------------------------------------- | --------------------------------------- | --------------------------------------- | --------------------------------------- | --------------------------------------- | --------------------------------------- | --------------------------------------- |
|                     |                               |                                         |                                         |                                         |                                         |                                         |                                         |                                         |
| Pos                 | Equipo                        | Jug                                     | V                                       | E                                       | D                                       | PF                                      | PC                                      | Pts                                     |
| 1.º                 | Sevilla Club de Fútbol B      | 8                                       | 7                                       | 0                                       | 1                                       | 152                                     | 63                                      | 22                                      |
| 2.º                 | Arquitectura Sevilla          | 8                                       | 4                                       | 1                                       | 3                                       | 83                                      | 96                                      | 17                                      |
| 3.º                 | C.R. Medicina Sevilla         | 8                                       | 4                                       | 0                                       | 4                                       | 94                                      | 102                                     | 16                                      |
| 4.º                 | Ingenieros Sevilla            | 8                                       | 2                                       | 1                                       | 5                                       | 49                                      | 95                                      | 13                                      |
| 5.º                 | Club de Rugby Ciencias B      | 8                                       | 2                                       | 0                                       | 6                                       | 78                                      | 131                                     | 12                                      |
| 6.º                 | C.R. Divina Pastora B         | Descalificado por doble incomparecencia | Descalificado por doble incomparecencia | Descalificado por doble incomparecencia | Descalificado por doble incomparecencia | Descalificado por doble incomparecencia | Descalificado por doble incomparecencia | Descalificado por doble incomparecencia |
| 7.º                 | Club Amigos del Rugby (CAR) B | Descalificado por doble incomparecencia | Descalificado por doble incomparecencia | Descalificado por doble incomparecencia | Descalificado por doble incomparecencia | Descalificado por doble incomparecencia | Descalificado por doble incomparecencia | Descalificado por doble incomparecencia |

|     |                             |     |    |   |   |     |     |     |  |  |  |  |  |  |  |  |  |  |
| Pos | Equipo                      | Jug | V  | E | D | PF  | PC  | Pts |  |  |  |  |  |  |  |  |  |  |
| 1.º | CD Universitario de Granada | 10  | 10 | 0 | 0 | 353 | 25  | 30  |  |  |  |  |  |  |  |  |  |  |
| 2.º | Hípica Rugby Club Granada   | 10  | 8  | 0 | 2 | 376 | 65  | 26  |  |  |  |  |  |  |  |  |  |  |
| 3.º | Universitario de Córdoba    | 10  | 6  | 0 | 4 | 169 | 214 | 22  |  |  |  |  |  |  |  |  |  |  |
| 4.º | C.M. Névalo de Córdoba      | 10  | 4  | 0 | 6 | 137 | 152 | 18  |  |  |  |  |  |  |  |  |  |  |
| 5.º | Derecho Málaga              | 10  | 1  | 0 | 9 | 48  | 340 | 12  |  |  |  |  |  |  |  |  |  |  |
| 6.º | C.R. Medicina Granada       | 10  | 1  | 0 | 9 | 47  | 343 | 12  |  |  |  |  |  |  |  |  |  |  |

|     |                               |          |          |          |          |          |          |          |  |  |  |  |  |  |  |  |  |  |
| Pos | Equipo                        | Jug      | V        | E        | D        | PF       | PC       | Pts      |  |  |  |  |  |  |  |  |  |  |
| 1.º | Club Medicina Extremadura     | 10       | 10       | 0        | 0        | 504      | 24       | 30       |  |  |  |  |  |  |  |  |  |  |
| 2.º | Club Mérida Industrial        | 10       | 8        | 0        | 2        | 183      | 125      | 26       |  |  |  |  |  |  |  |  |  |  |
| 3.º | Club Amigos del Rugby Cáceres | 10       | 4        | 1        | 5        | 165      | 208      | 19       |  |  |  |  |  |  |  |  |  |  |
| 4.º | Club de Rugby E.U.I.T.I       | 10       | 3        | 1        | 6        | 143      | 212      | 15       |  |  |  |  |  |  |  |  |  |  |
| 5.º | Club Cacereño Atlético        | 10       | 2        | 0        | 8        | 97       | 274      | 14       |  |  |  |  |  |  |  |  |  |  |
| 6.º | Politécnico Club de Rugby     | 10       | 2        | 0        | 8        | 73       | 322      | 14       |  |  |  |  |  |  |  |  |  |  |
| 7.º | La Unión Placentina de Rugby  | Retirado | Retirado | Retirado | Retirado | Retirado | Retirado | Retirado |  |  |  |  |  |  |  |  |  |  |

### Ligas Provinciales
|                 |                              |                |                              |                 |                             |                |                             |                  |                               |
| Sevilla Juvenil | Sevilla Juvenil              | Sevilla Cadete | Sevilla Cadete               | Granada Juvenil | Granada Juvenil             | Granada Cadete | Granada Cadete              | Copa Extremadura | Copa Extremadura              |
| 1.º             | Club Amigos del Rugby (CAR)  | 1.º            | Club Amigos del Rugby        | 1.º             | Chana de Granada            | 1.º            | Chana de Granada            | 1.º              | Club Mérida Industrial        |
| 2.º             | Sevilla Club de Fútbol       | 2.º            | Aljarafe Rugby               | 2.º             | CD Universitario de Granada | 2.º            | Hípica Rugby Club Granada   | 2.º              | Club Amigos del Rugby Cáceres |
| 3.º             | Club de Rugby Divina Pastora | 3.º            | Club de Rugby Divina Pastora | 3.º             | Hípica Rugby Club Granada   | 3.º            | CD Universitario de Granada | Semi             | Club de Rugby E.U.I.T.I       |
| 4.º             | Club de Rugby Ciencias       | 4.º            | Club de Rugby Ciencias       | 4.º             | Universitario de Córdoba    | 4.º            | Calasanz Granada            | Semi             | La Unión Placentina de Rugby  |
|                 |                              | 5.º            | Medicina Sevilla             | 5.º             | Calasanz Granada            |                |                             | Cuartos          | Politécnico Club de Rugby     |
|                 |                              | 6.º            | Sevilla Club de Fútbol       | 6.º             | García Lorca Granada        |                |                             | Cuartos          | Club Cacereño Atlético        |
|                 |                              |                |                              | 7.º             | Derecho-U.Laboral Málaga    |                |                             |                  |                               |

## Competiciones internacionales

### Trofeo Europeo F.I.R.A. (Senior 2.ª División)
Con una selección en plena reestructuración, España participó en la 2.ª División de la FIRA sin el objetivo de obtener el ascenso. De hecho al primer partido que debía jugar contra Marruecos, por problemas de organización el equipo marroquí acudió, pero se le dio a España el partido por perdido. Después se ganó con autoridad frente a los Países Bajos y a Portugal en Lisboa, teniendo así salvada la categoría. Contra Túnez se jugó con la selección sub-23, y se ganó de nuevo. La participación de España se cerró con una derrota contra Polonia en Lublín, obteniendo el tercer puesto en la clasificación final.

#### Resultados
| Ciudad     | Fecha      | Local        | Resultado | Visitante    |
| ---------- | ---------- | ------------ | --------- | ------------ |
| Hilversum  | 4-10-1981  | Países Bajos | 9-19      | Polonia      |
| Casablanca | 1-11-1981  | Marruecos    | 6-3       | Polonia      |
| Túnez      | 7-11-1981  | Túnez        | 3-16      | Polonia      |
| Hilversum  | 6-12-1981  | Países Bajos | 3-10      | Marruecos    |
| Túnez      | 31-1-1982  | Túnez        | 3-15      | Países Bajos |
| Casablanca | 6-2-1982   | Marruecos    | 6-4       | Túnez        |
| Casablanca | 21-2-1982  | Marruecos    | 6-0 np    | España       |
| Barcelona  | 7-3-1982   | España       | 25-12     | Países Bajos |
| Lisboa     | 21-3-1982  | Portugal     | 7-26      | Marruecos    |
| Lisboa     | 21-3-1982  | Portugal     | 12-32     | España       |
| Lisboa     | 28-3-1982  | Portugal     | 12-32     | Túnez        |
| Hilversum  | 23-4-1982  | Países Bajos | 10-15     | Portugal     |
| Burgos     | 25-4-1982  | España       | 7-3       | Túnez        |
| Lodz       | 28-04-1982 | Polonia      | 38-13     | Portugal     |
| Lublín     | 28-04-1982 | Polonia      | 32-6      | España       |

#### Clasificación
| Lugar | Selección    | Partidos | Partidos | Partidos  | Partidos | Puntos  | Puntos    | Puntos | Tabla de puntos |
| Lugar | Selección    | Jugados  | Ganados  | Empatados | Perdidos | A favor | En contra | dif.   | Tabla de puntos |
| ----- | ------------ | -------- | -------- | --------- | -------- | ------- | --------- | ------ | --------------- |
| 1     | Marruecos    | 5        | 5        | 0         | 0        | 54      | 17        | +37    | 15              |
| 2     | Polonia      | 5        | 4        | 0         | 1        | 108     | 37        | +71    | 13              |
| 3     | España       | 5        | 3        | 0         | 2        | 70      | 66        | +4     | 10              |
| 4     | Países Bajos | 5        | 1        | 0         | 4        | 51      | 76        | -25    | 7               |
| 5     | Portugal     | 5        | 1        | 0         | 4        | 62      | 124       | -62    | 7               |
| 6     | Túnez        | 5        | 1        | 0         | 4        | 32      | 57        | -25    | 7               |

| Bandera de Marruecos |
| Campeón Marruecos    |
| Tercer título        |